# 郑州公交
郑州公共交通汽车系统为服务于中国河南省省会郑州市的公共汽车系统。主要运营商为郑州市公共交通集团有限公司（简称郑州公交集团）。截止2019年12月底，郑州公交集团共运营车辆6316台，均为新能源空调公交车，开通运营公交线路共347条，线路总长度4892.95公里，日均客运量254万人次，运营里程89万公里，在中心城区实现了公共交通站点500米全覆盖。

## 历史

1954年，郑州市公共汽车公司成立

郑州公交系统的主要运营者为郑州市公共交通集团有限公司，其前身为1954年1月19日成立的郑州市公共汽车公司。当年2月1日，郑州市公共汽车正式通车运营，当时共开通1路、2路和3路三条线路。1954年下半年，又相继开通4路和5路两条线路。1955年起，郑州公交线路进行第一次调整，并于1956-1958年间相继开辟6路、7路、8路、9路和10路五条线路。至1958年，郑州公交共开通线路10条，其中8条线路以火车站始发，初步形成了以火车站为中心的放射型线网。
在大跃进期间和三年困难时期，公共汽车白天营运，夜晚运粮，超负荷运转，加之缺乏管理经验和油料配件短缺，使得40%的车辆处于失修状态，部分线路收缩或停驶。1963年后情况好转，至1964年所有停运或收缩的线路均已恢复。1966年，郑州市公共汽车公司更名为郑州市人民汽车公司。
1978年，郑州市筹建无轨电车。首期工程总投资697.2万元，在纬五路49号建电车调度停车场一座（现电车公司公交场站），在京广北路28号成立供电所，下设电车线路队和2个整流站。购置上海产SK561G型铰接电车20辆，架设线网3.3公里。在北京、上海、杭州、武汉等城市组成的援郑电车工程技术顾问组的指导下，郑州首条无轨电车线路101路于1979年5月1日正式通车营运，由郑州市电车公司运营。
1984年，郑州市人民汽车公司与郑州市电车公司合并，组建为郑州市公交公司。至1990年，郑州市公交公司拥有公共汽车353辆，运营线路20条，线路总长度256.8公里，总行里程1680.7万公里，客运总量8398.2万人次。
1995年，郑州市公交公司更名为郑州市公共交通总公司。同年10月起，在8条线路上开始实行无人售票。1997年1月1日起，郑州市开始试行60岁以上老年人免费乘坐公交车。同年，开通首条双层巴士线路601路。1998年起，郑州公交开始引入空调车，首批10辆空调大巴于特9路空调专线运营。至2000年，郑州市公交总公司共运营车辆1407台，其中空调车45台，双层大巴36台。运营线路78条，线路总长度1060.9公里，运营里程6218.58公里，年客运总量达2.68亿人次。
2001年8月1日，郑州公交正式启用公交IC卡。2002年3月26日，郑州公交首次开行夜班公交，开通十条夜间公交线路。2005年起，郑州公交开始大量引进空调车，当年共引进300辆空调公交车，运营线路覆盖全市各主要干道。
2008年，郑州快速公交动工，并于2009年5月22日开始试运营，2009年5月28日正式运营。快速公交主线采用中央专用车道，一期工程设主线B1路及8条支线，共设置中央侧式车站38对76个（其中对位式站台8对，错位式站台30对）。截至2019年5月，郑州快速公交累计客运量20.88亿人次，日均客流量超百万，在全球快速公交系统中排首位。
郑州市公共交通总公司于2020年9月2日更名为郑州市公共交通集团有限公司，并于9月26日举行揭牌仪式。

## 运营线路
郑州公交目前共有300余条线路正在运营，其主要运营者为郑州公交集团。线路类型包括市区常规线路、快速公交线路、郊区线路、社区线路、高峰快线、夜班线路和旅游线路等。

### 线路列表
目前线路定义较为模糊，且城市发展迅速，故表中的描述也可能模棱两可。部分专线公交及定制公交线路未列出。
| 线路                            | 说明 | 运营单位                       |
| ------------------------------- | --- | ------------------------------ |
| 1-298路、518路、900-985路       | 常规公交线路。其中12路、15路西端终点在郑州市下辖的荥阳市，17路东端终点在中牟县。部分线路号有字母G前缀，代表为高频骨干线路。 | 郑州公交集团                   |
| 301-326路、551-581路、701-723路 | 郊区公交线路 | 郑州公交集团                   |
| Y1-Y79路                        | 市区夜班线路 | 郑州公交集团                   |
| B1-B67路                        | 郑州快速公交线路 | 郑州公交集团                   |
| S101-S216路                     | 社区公交线路，接驳郑州地铁                                                                                                  | 郑州公交集团                   |
| S501-S512路                     | 乐购巴士线路 | 郑州公交集团                   |
| S601-S606路                     | 乐游巴士线路 | 郑州公交集团                   |
| 游16、51、568路                 | 旅游线路 | 郑州公交集团                   |
| 401-409路                       | 郑州市上街区的公交线路，含区内常规线路和专线公交线路。                                                                      | 上街腾达公交公司               |
| 600-651路、Y630、Y636路         | 航空港区公交线路，其中600路为公私合营，Y630路与Y636路为夜班线路。                                                           | 郑州航空港区公共交通有限公司等 |

## 票价规定
郑州公交常规市内线路统一票价为1元，同时还提供绿城通公交卡以及二维码公交卡服务。其中绿城通公交卡普卡享有8折乘车优惠，持老年卡可按相关规定每月免费乘80次，学生卡可享受半价优惠。
开往郊县的线路和市区外景区的旅游线路票价为2—5元，绿城通普卡可以享受8折优惠，其他卡种不可用。

## 车费支付方式
除使用现金支付外，郑州公交还可以使用以下方式支付车费：

### 绿城通公交卡
绿城通，是由郑州城市一卡通有限责任公司负责设计、运营，用于中国河南省郑州市公交、地铁等公共服务领域支付的智能卡及其相关系统，于2013年12月23日起正式发售。

### 交通联合
交通联合，即全国交通一卡通互联互通，是中华人民共和国交通运输部主导的全国公共交通一卡通工程。郑州市的公交线路支持带有交通联合标志的交通卡乘车，亦支持移动终端的虚拟卡版本。

### 二维码支付
郑州公交可以使用支付宝乘车二维码和郑州公交微信小程序进行扫码支付。

## 车队
1954年1月郑州市公共汽车公司成立时，使用车辆为6辆由货车改装而成的单机客车。1954年7月，购入捷克制斯柯达柴油客车7辆。1955年至1958年间，又分别购入匈牙利伊卡鲁斯30型、31型和60型柴油客车共十余辆。至1958年底，郑州市公共汽车公司共有在册车辆32辆，其中柴油车24辆。1959年后，新购入车辆由进口柴油车逐渐变为以国产汽油车为主。1960年代，郑州市公共汽车公司新购车辆以京一型、解放、上海、四平、哈尔滨等客车为主。1973年，郑州公交首次运营铰接客车，为公司保修车间协同大修厂与郑州客车修配厂等九家单位联合组装的13台“郑州”牌铰接客车。之后，公司大修厂又先后组装“郑汽”牌、“二七”牌和“中州”牌客车。1979年后，郑州公交不再自制车辆。1979年-1984年，郑州市公共汽车公司陆续购入车辆131辆，包括新乡、上饶、四平等品牌。1979年，郑州市电车公司成立，使用上海牌SK561G型铰接无轨电车，至1984年，电车公司共运营60辆无轨电车。1984年，郑州市公交公司成立，针对车型繁杂和维护不便等问题，决定减少使用的车型。1984年后，郑州公交新购入车型以京华牌和新乡牌为主，至1989年末，郑州公交的运营车辆达408辆，其中汽车328辆，电车80辆。1990年后，在继续发展大公交的基础上，郑州公交开始发展中巴车型。1990年至1996年，郑州公交先后购入中巴车268辆，并购入京华BK6141型铰接客车、上海SK561G型铰接无轨电车，长江CJ6921型客车等车型。至1996年末，郑州公交的运营车辆达756辆，其中单机客车231辆，铰接客车123辆，铰接电车90辆，单机电车3辆，其余为中巴车和面的。
1998年，空调车开始于郑州公交投入服务，首批10辆空调大巴于特9路空调专线运营。2005年起，郑州公交开始大规模引进空调公交车，当年共引进300辆宇通空调车，并在随后几年内逐渐实现了车队的全空调车化。2010年后，郑州公交新购入车辆逐渐以宇通客车生产的混合动力等新能源动力的公交车为主。截至2024年3月，郑州公交车队绝大多数为宇通新能源公交客车，包括混合动力、纯电动和燃料电池动力。同时有少部分比亚迪纯电动客车，在郑州航空港经济综合实验区的部分线路上运营。郑州公交亦曾有少林、金陵、京华、申沃、扬子江、恒通等品牌的配车，但已全数退役。

### 现役车队

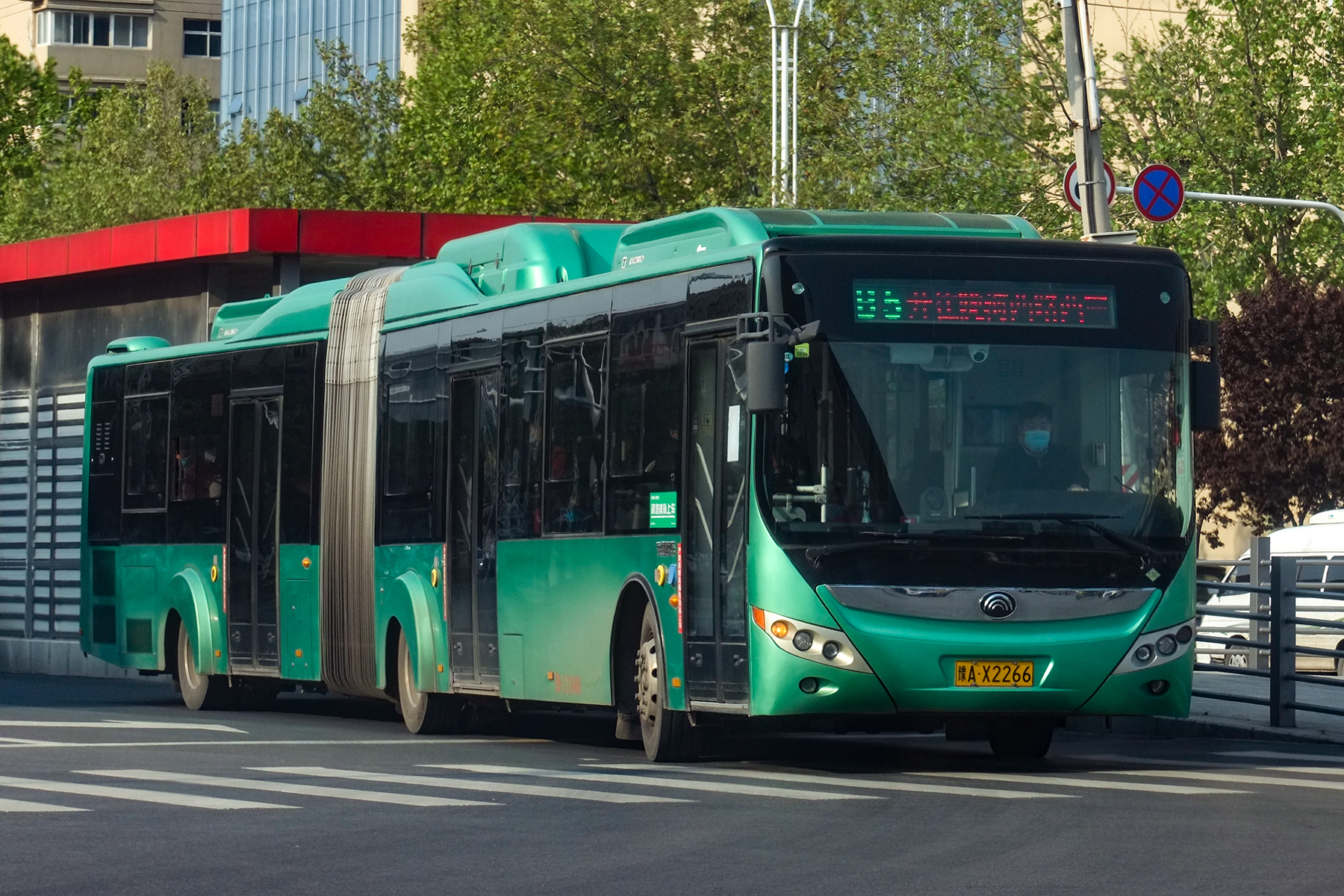
宇通ZK6180CHEVNPG3混合动力铰接客车
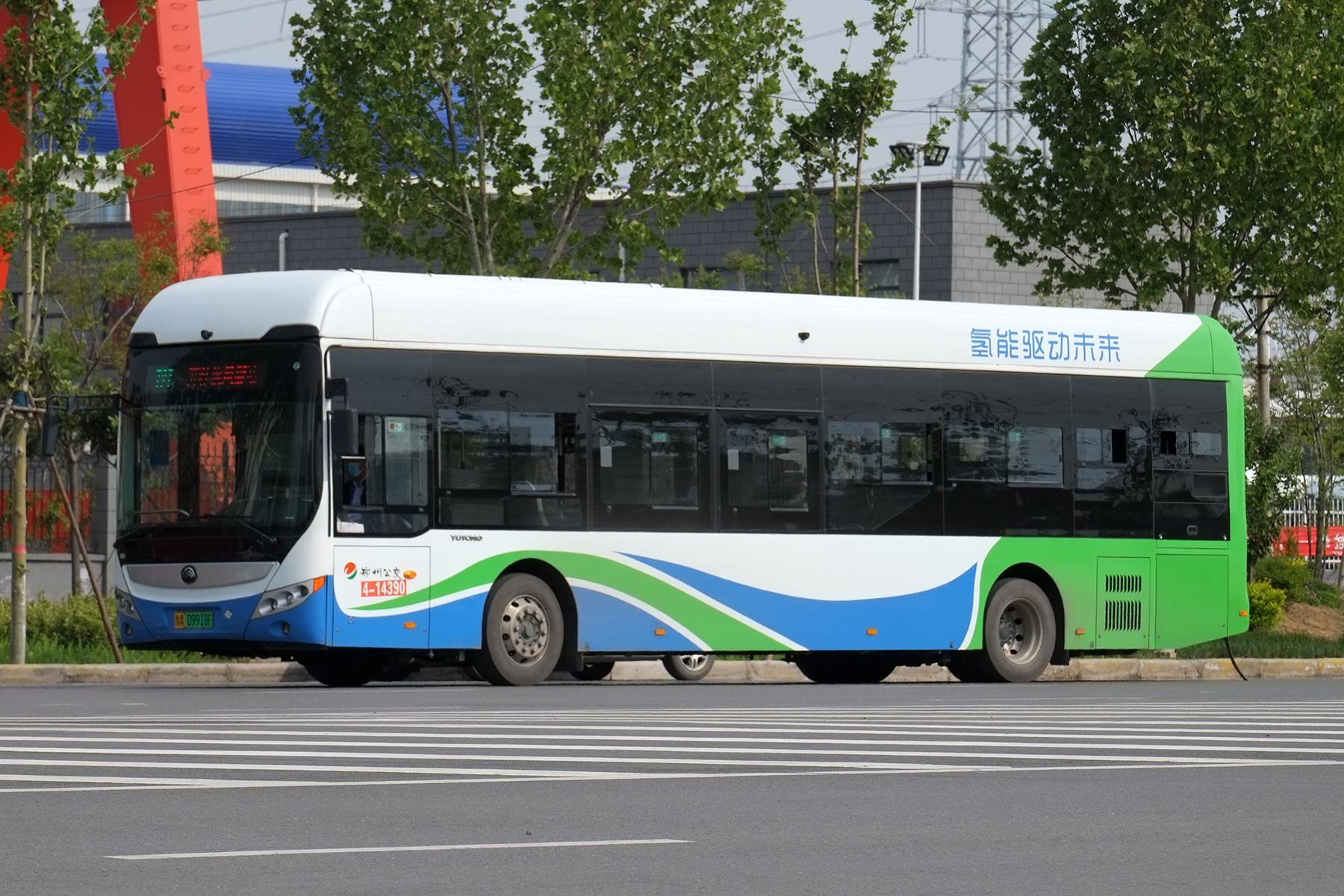
宇通F12氢燃料电池动力客车
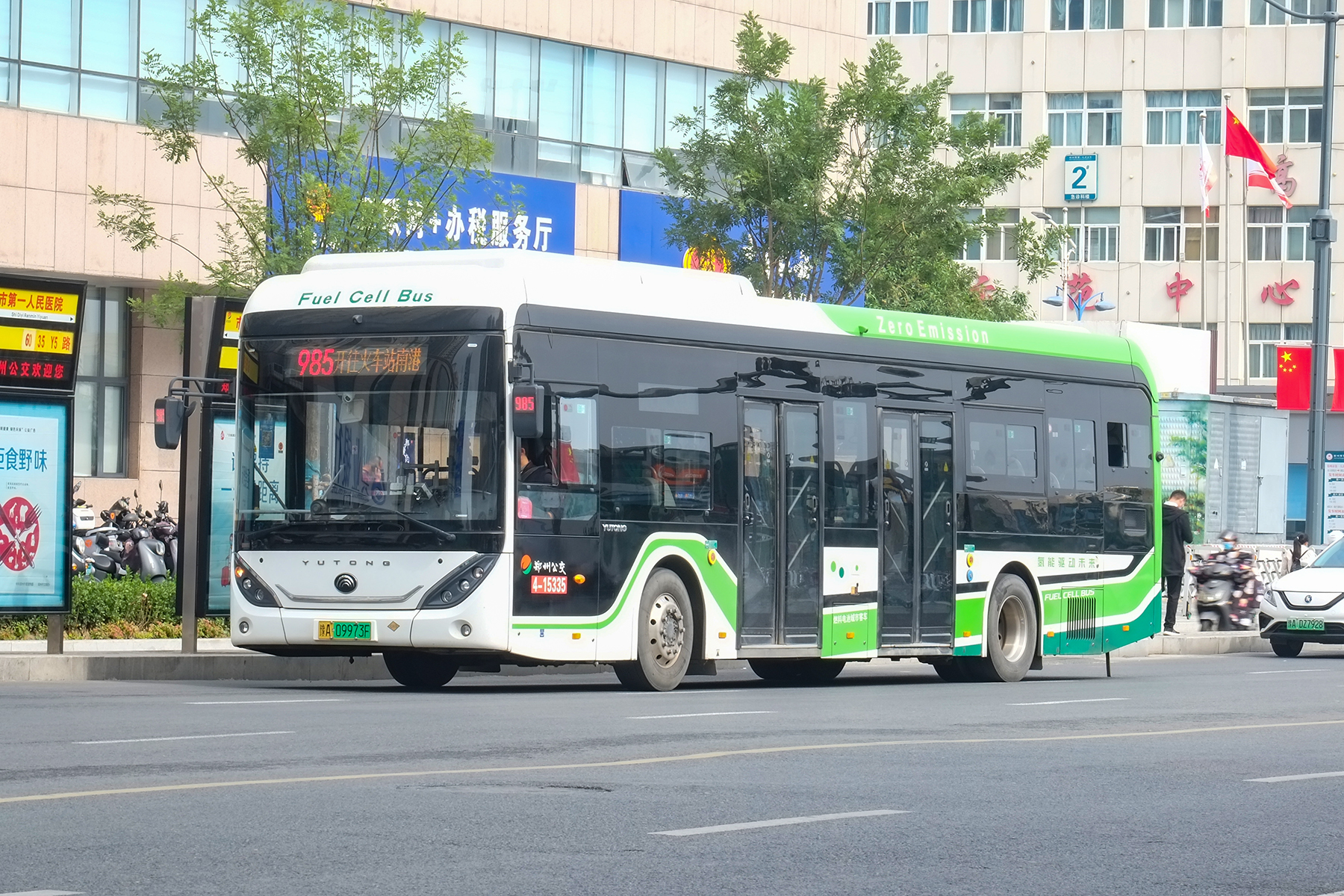
宇通F12氢燃料电池动力客车（宇光造型）
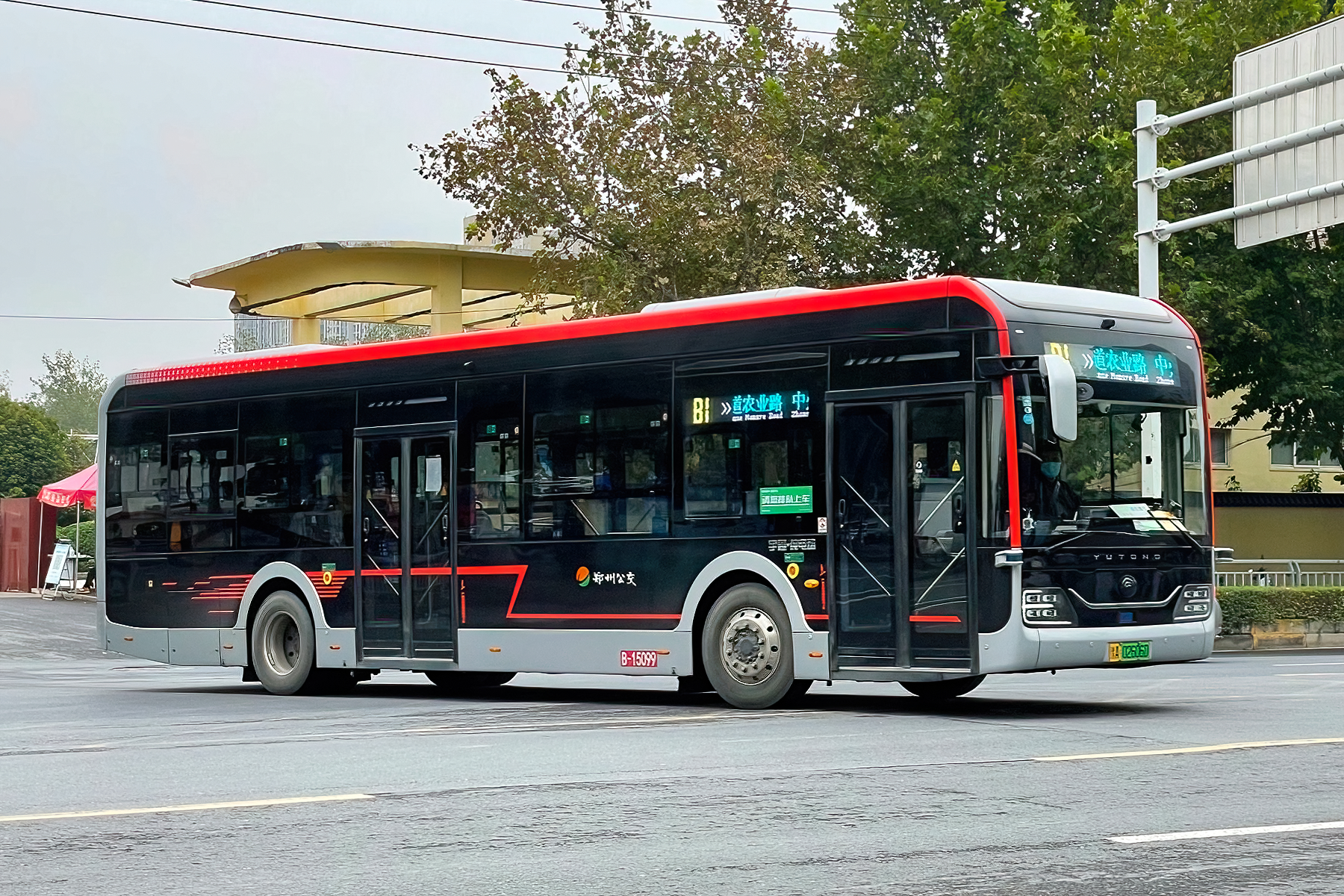
宇通U12智能网联纯电动客车
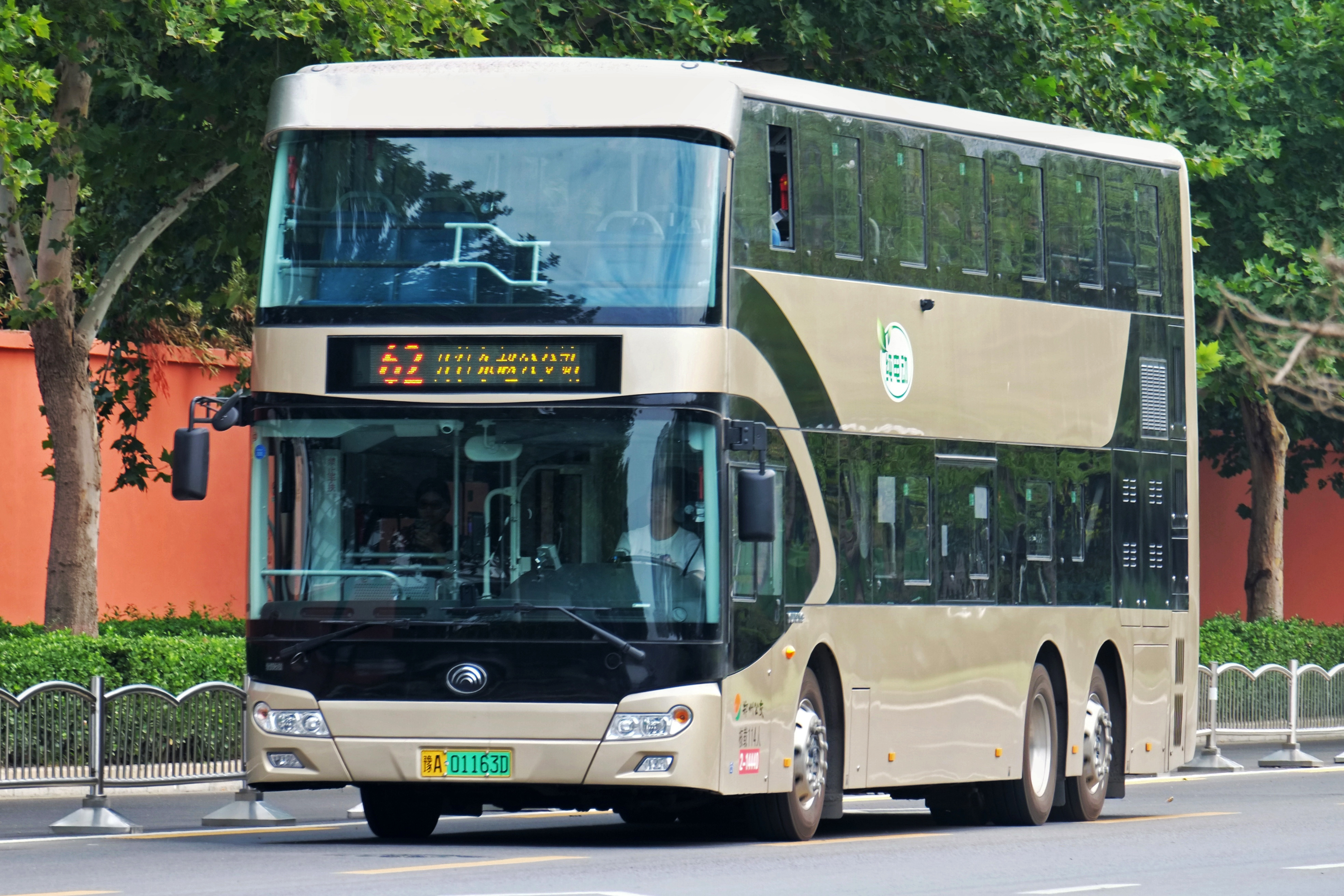
宇通E12DD纯电动双层客车
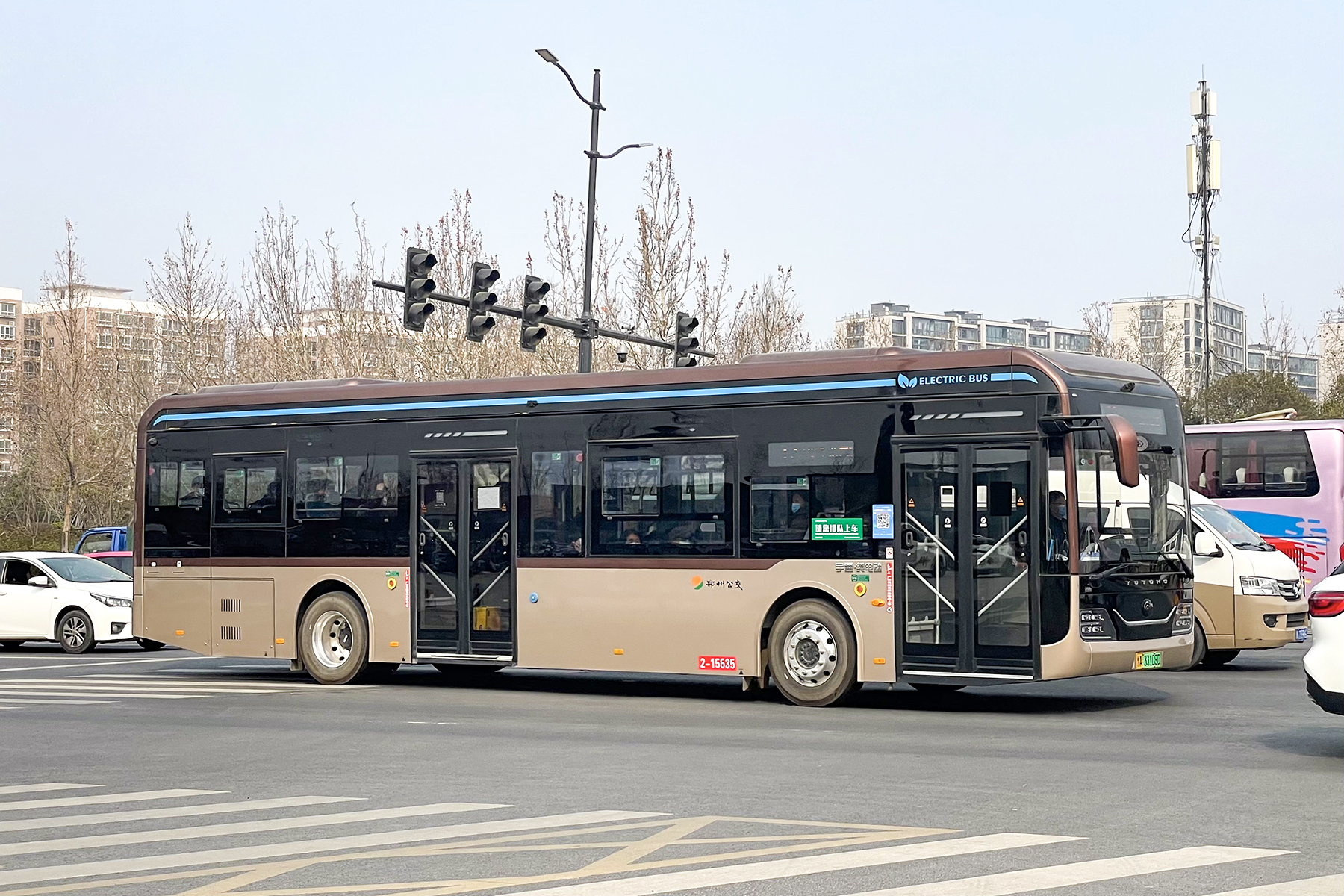
宇通E12纯电动客车（宇威造型）
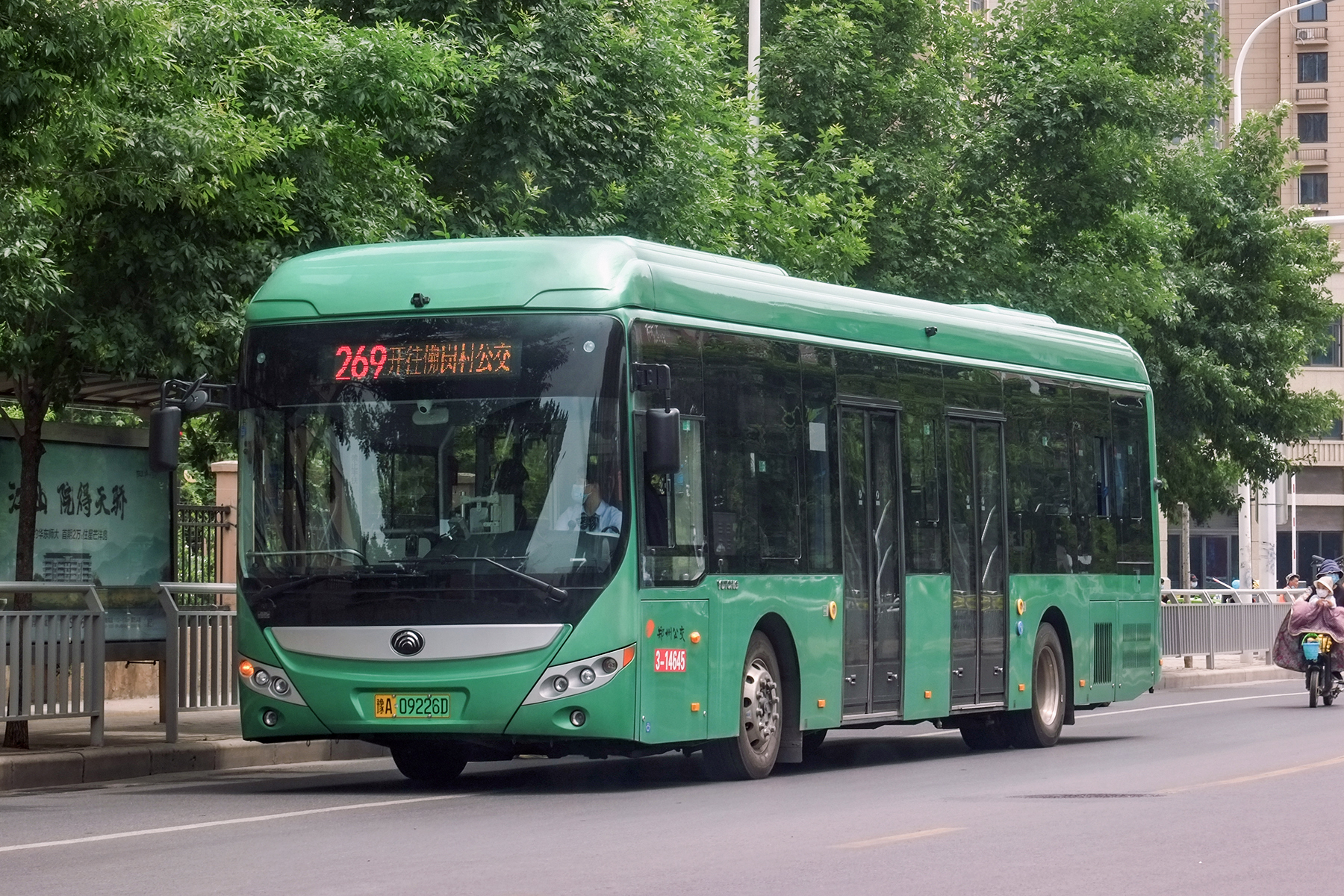
宇通E12纯电动客车
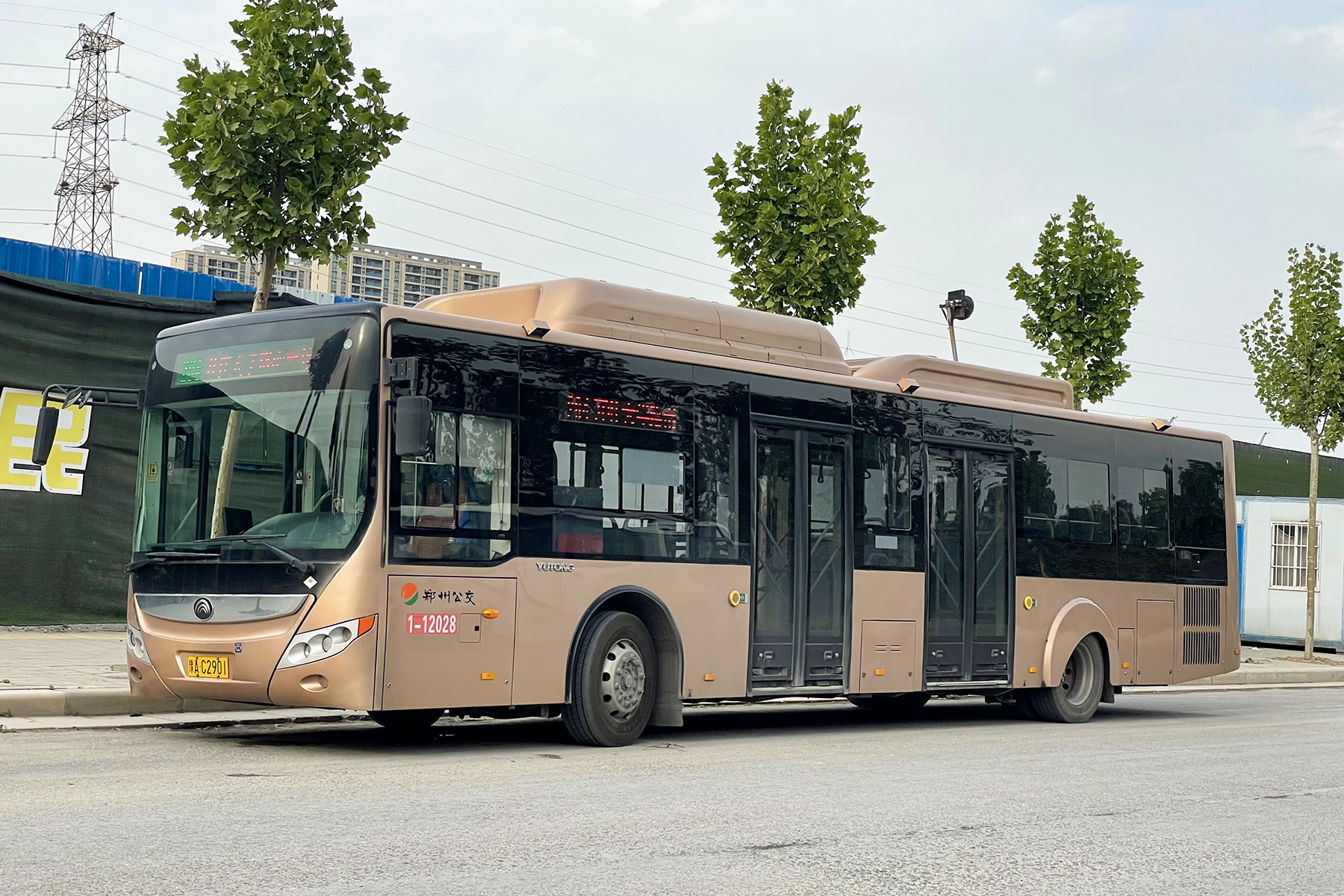
宇通H12插电式混合动力客车 (ZK6125CHEVNPG21)
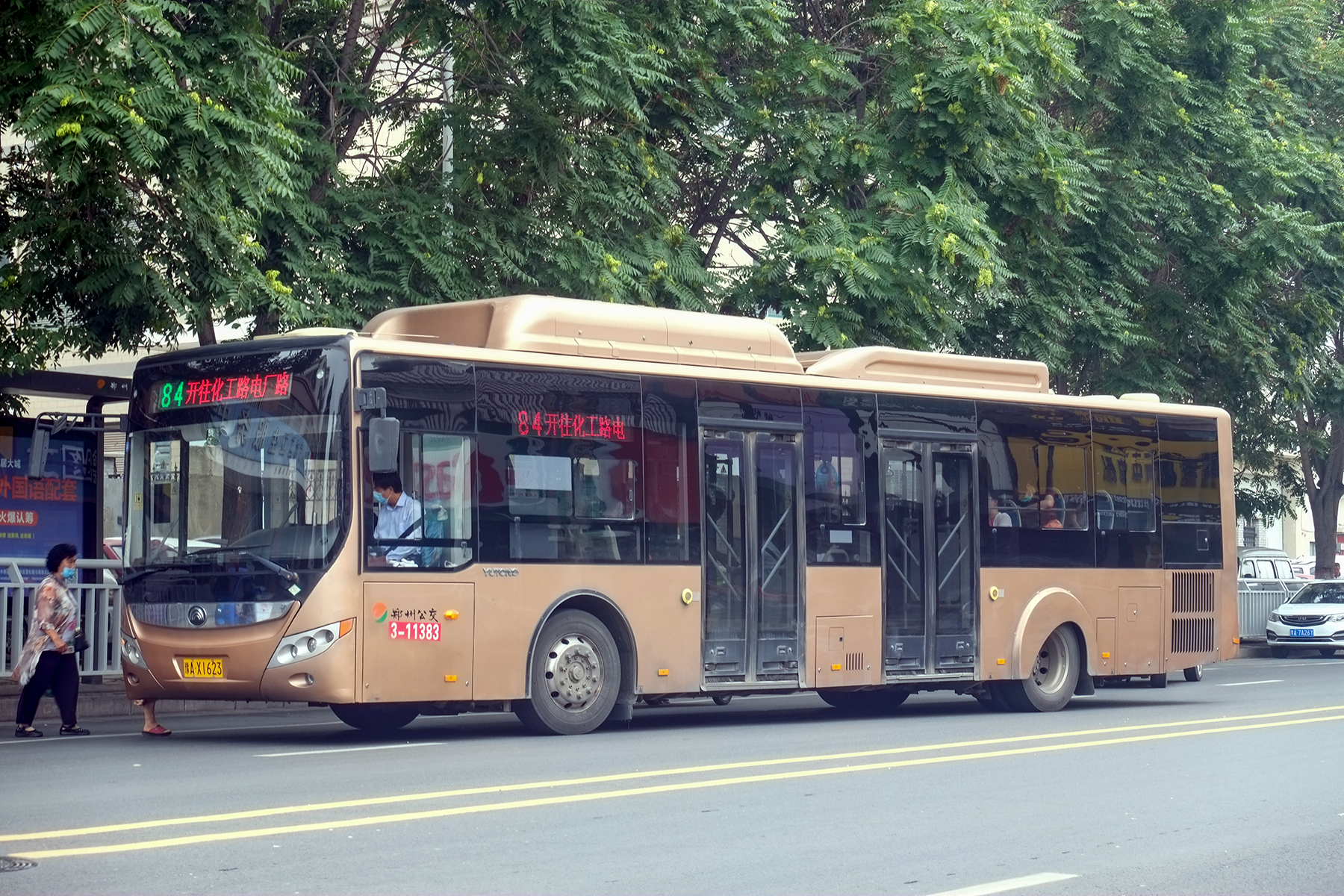
宇通H12插电式混合动力客车 (ZK6125CHEVNPG4)
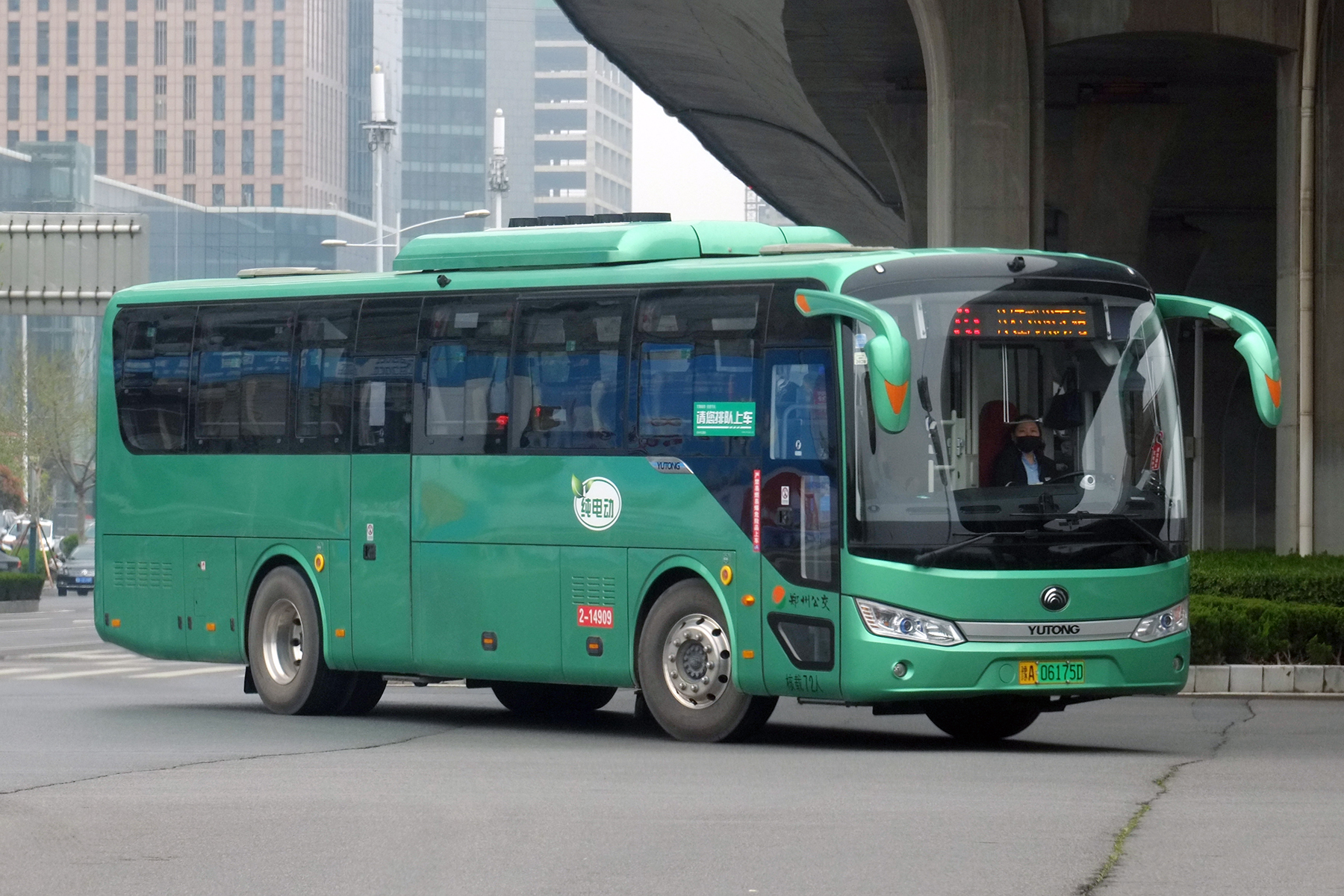
宇通ZK6115BEV系列（E10团体版）纯电动客车
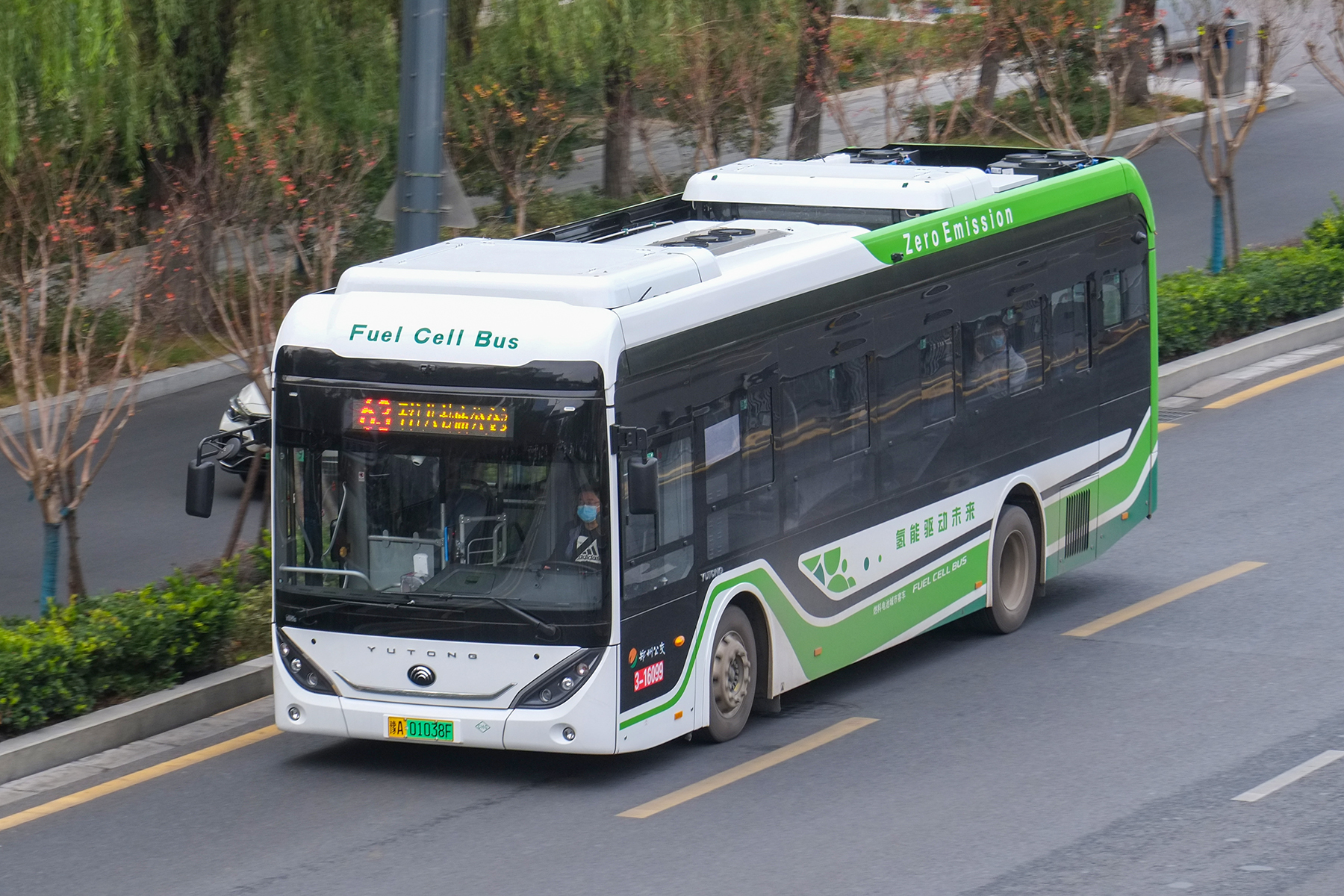
宇通F10氢燃料电池动力客车
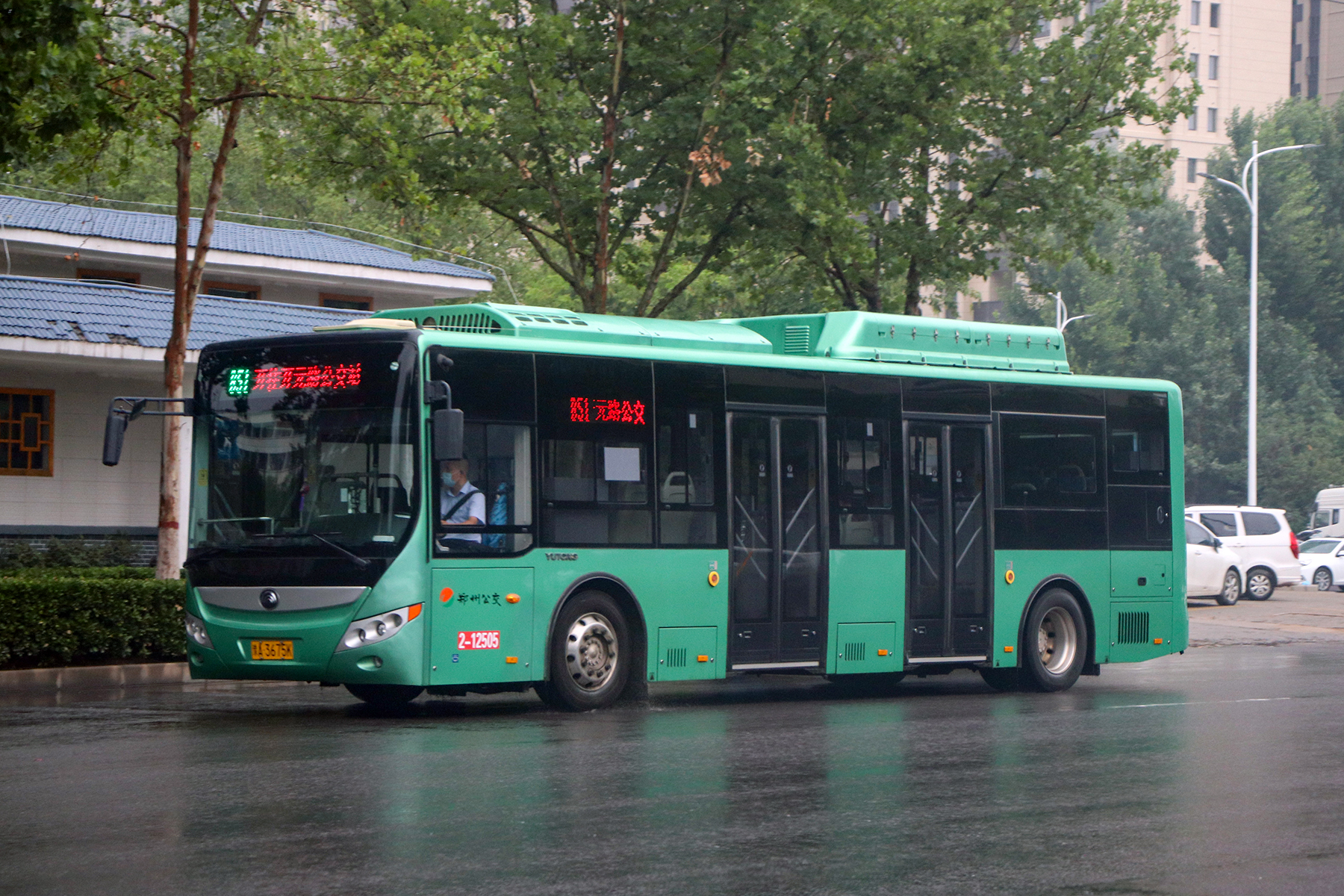
宇通E10纯电动客车（两侧开门版）
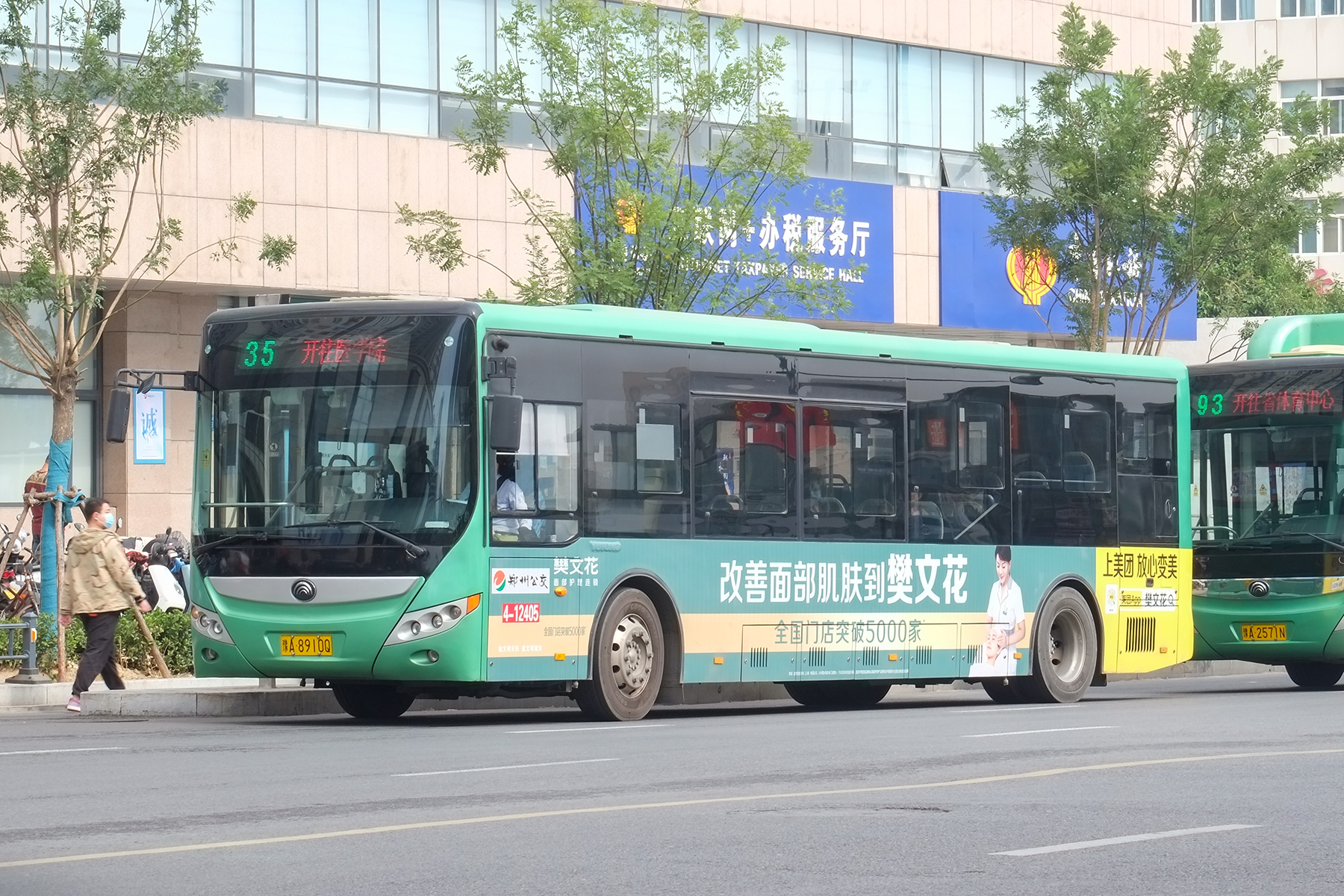
宇通E10纯电动客车（单侧开门版）
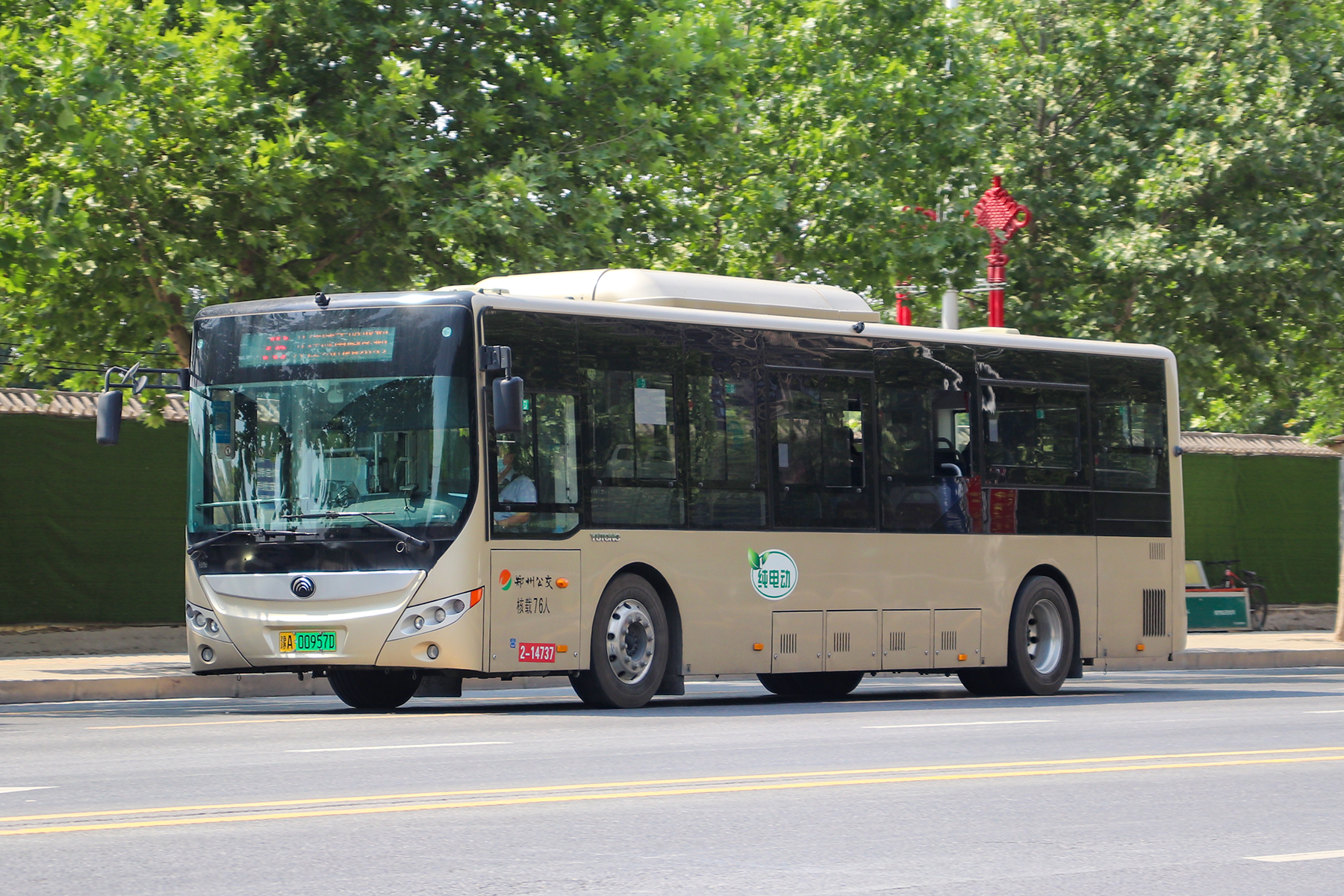
宇通E10纯电动客车（单侧开门版）
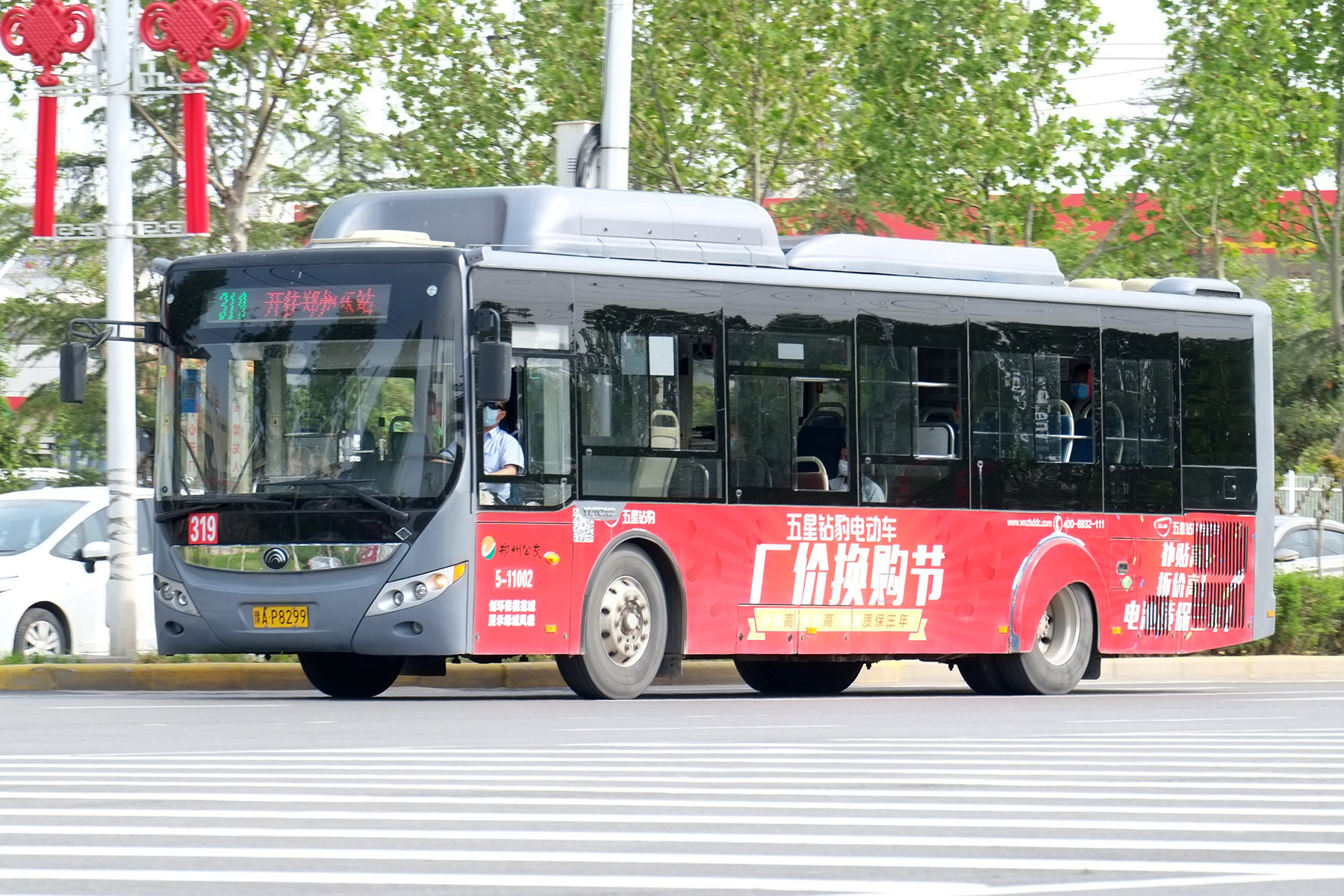
宇通ZK6105CHEVNPG4插电式混合动力客车
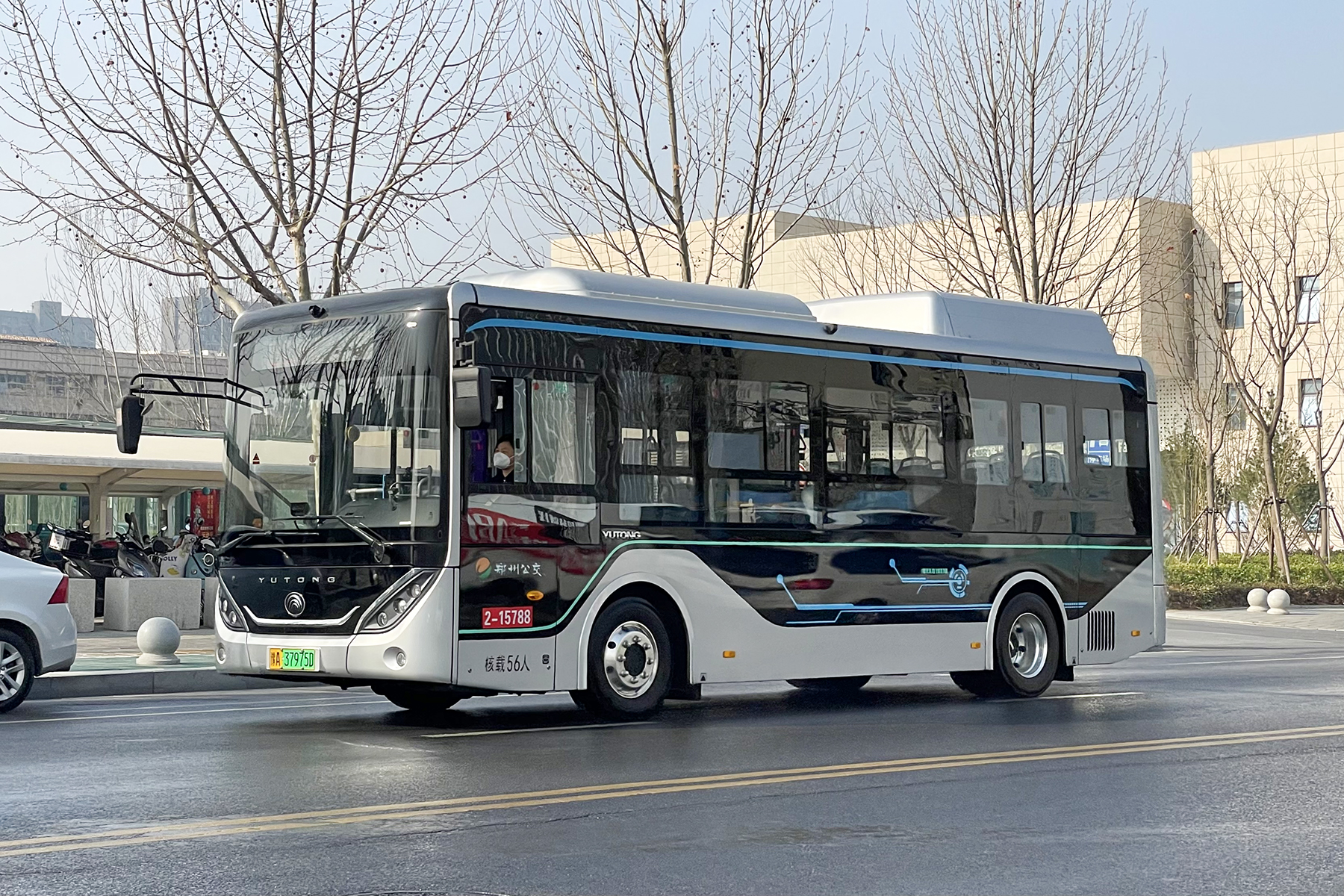
宇通E8i纯电动客车
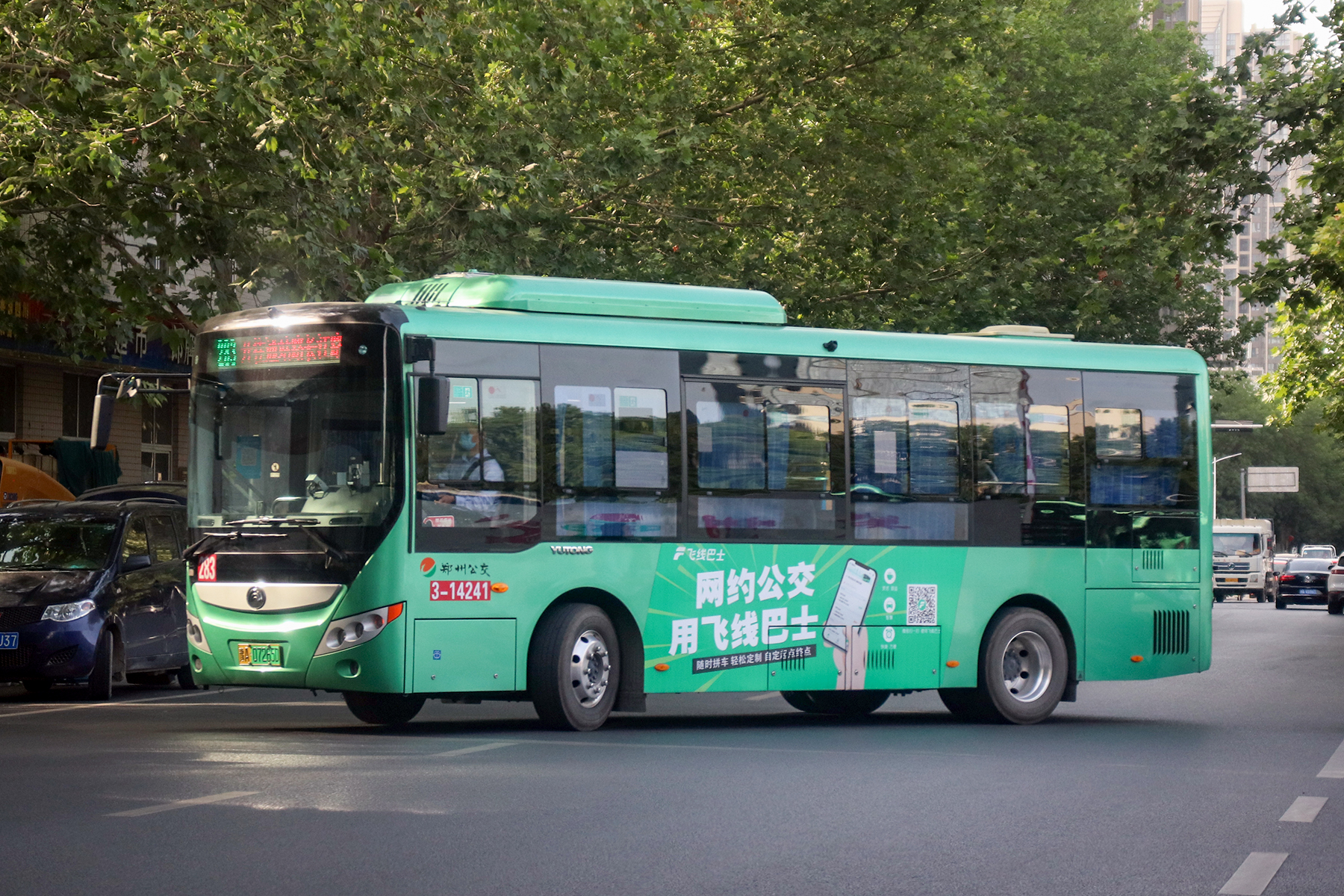
宇通E8纯电动客车
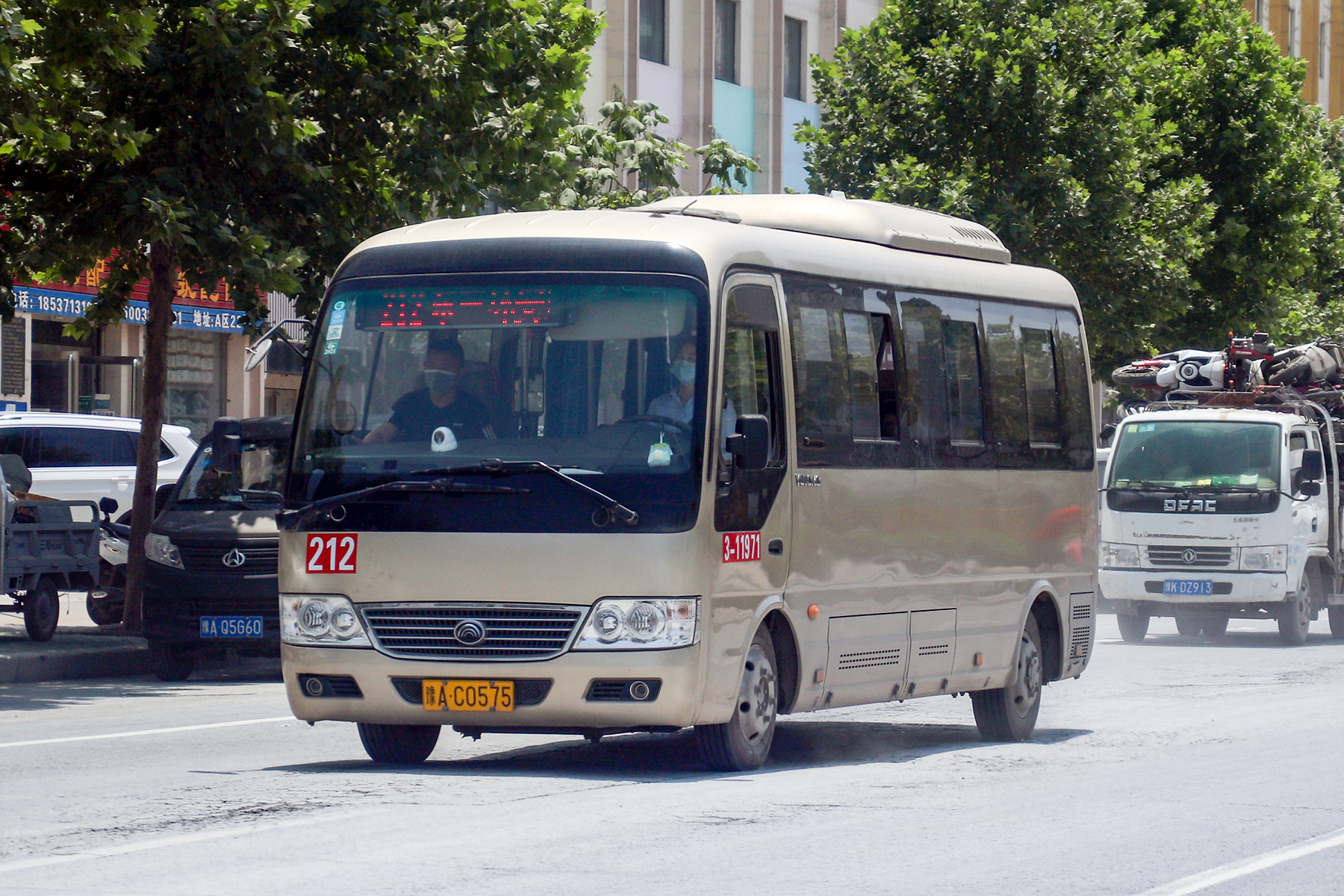
宇通E7纯电动客车
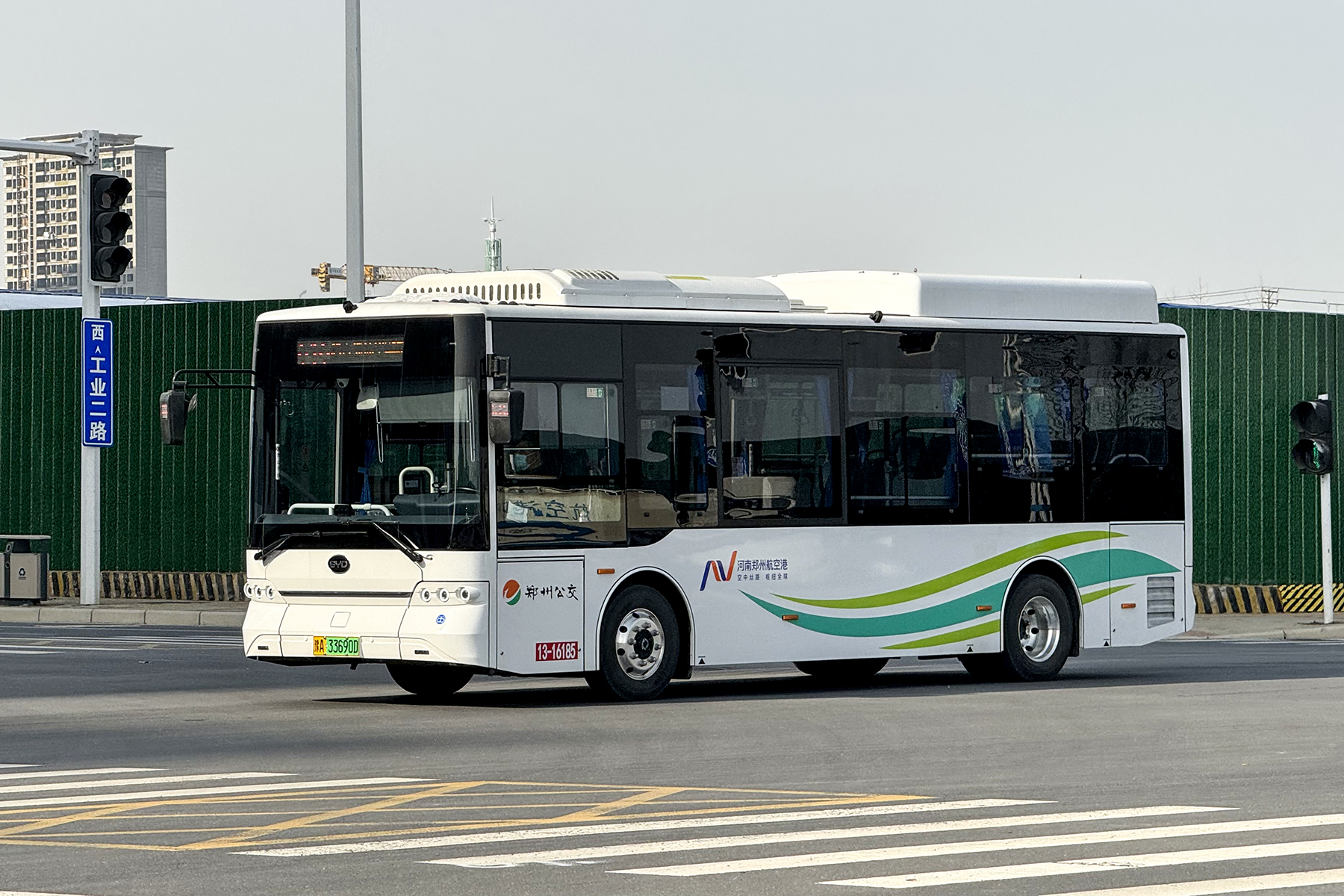
比亚迪B8纯电动客车

### 部分已退役车队

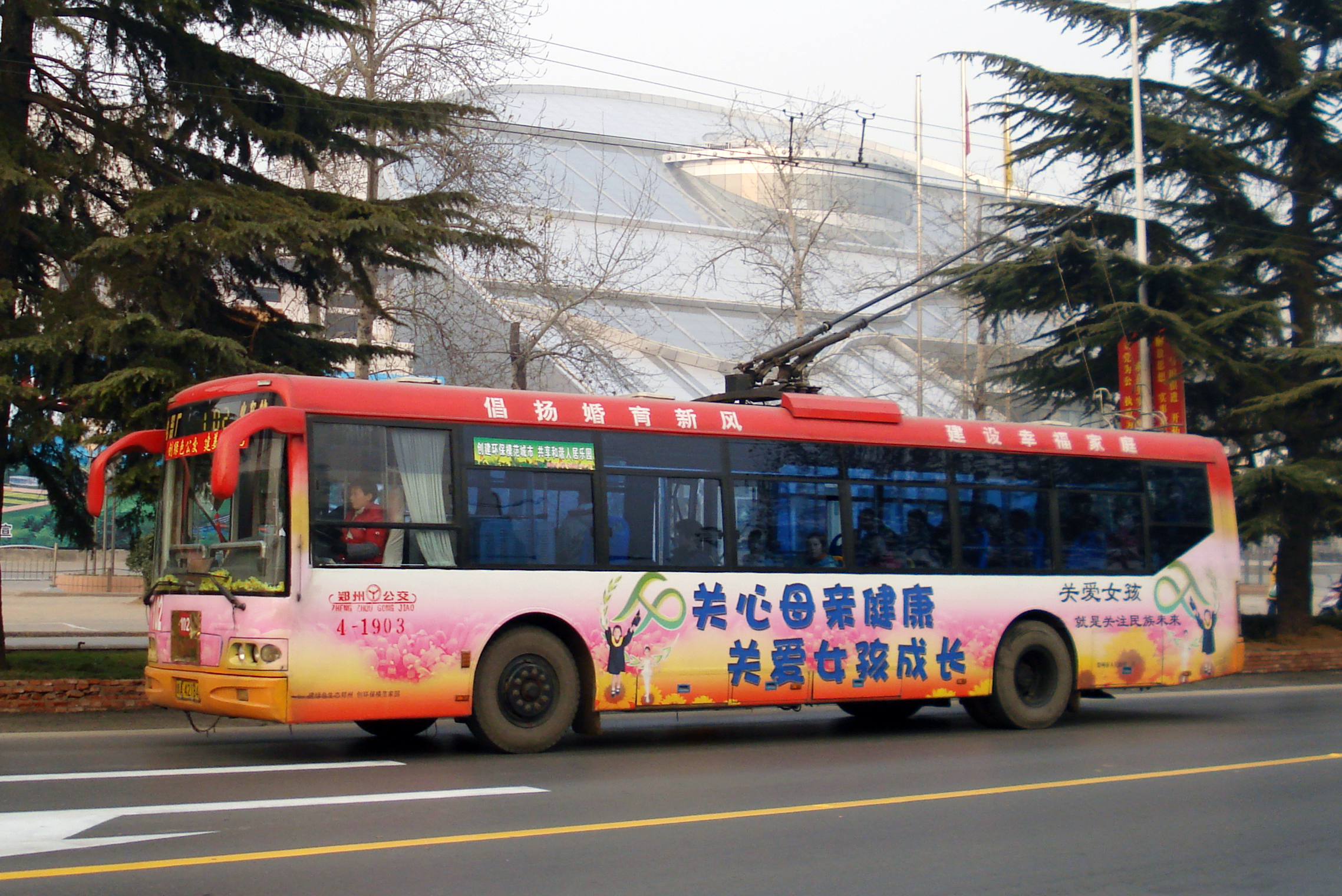
申沃SWB5115GP无轨电车
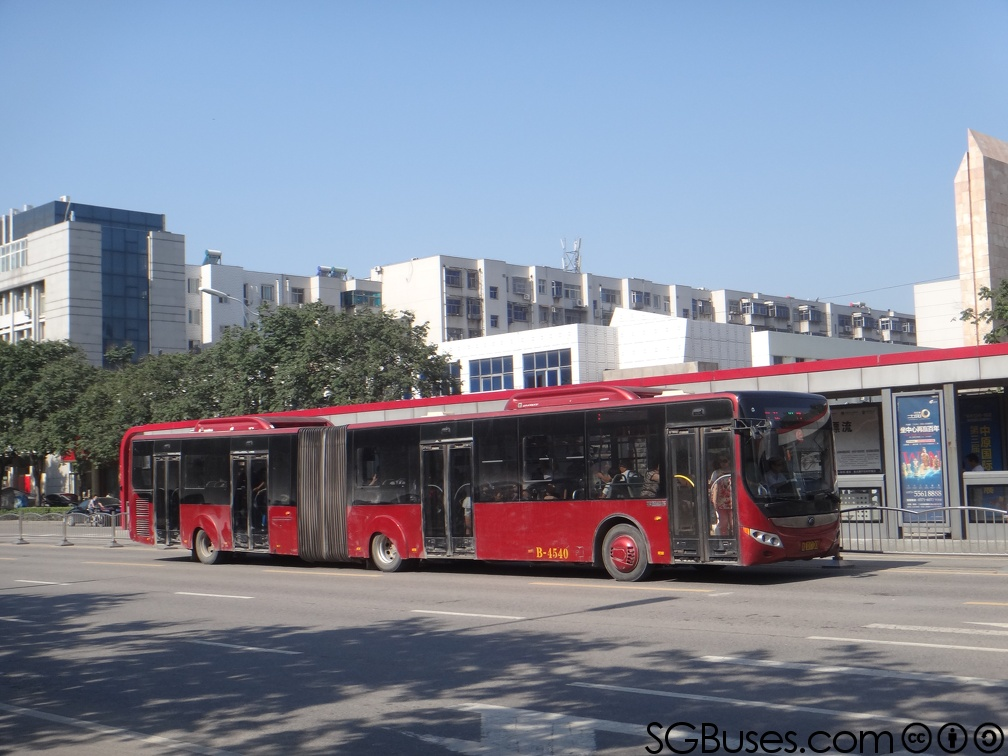
宇通ZK6180HGC
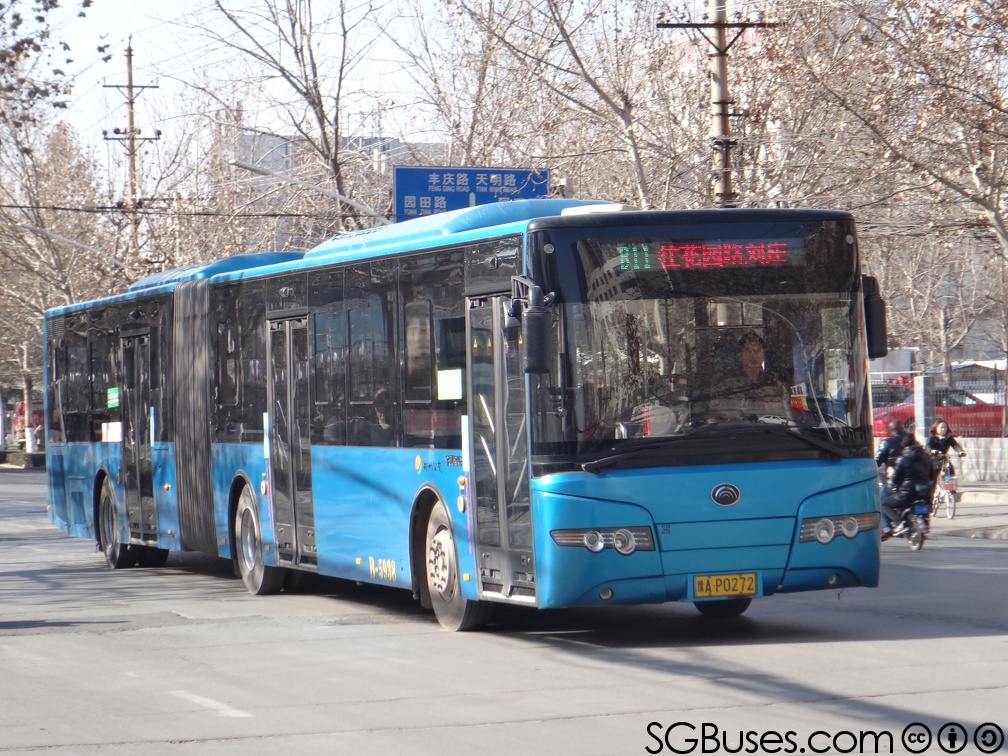
宇通ZK6180HGC
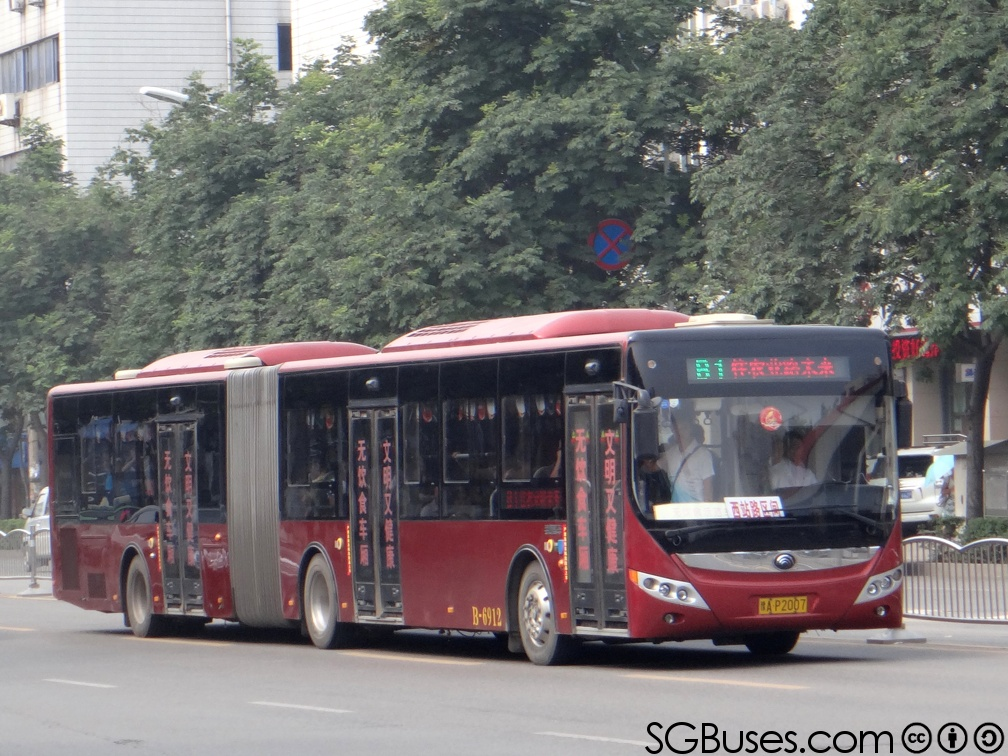
宇通ZK6180CHEVG1
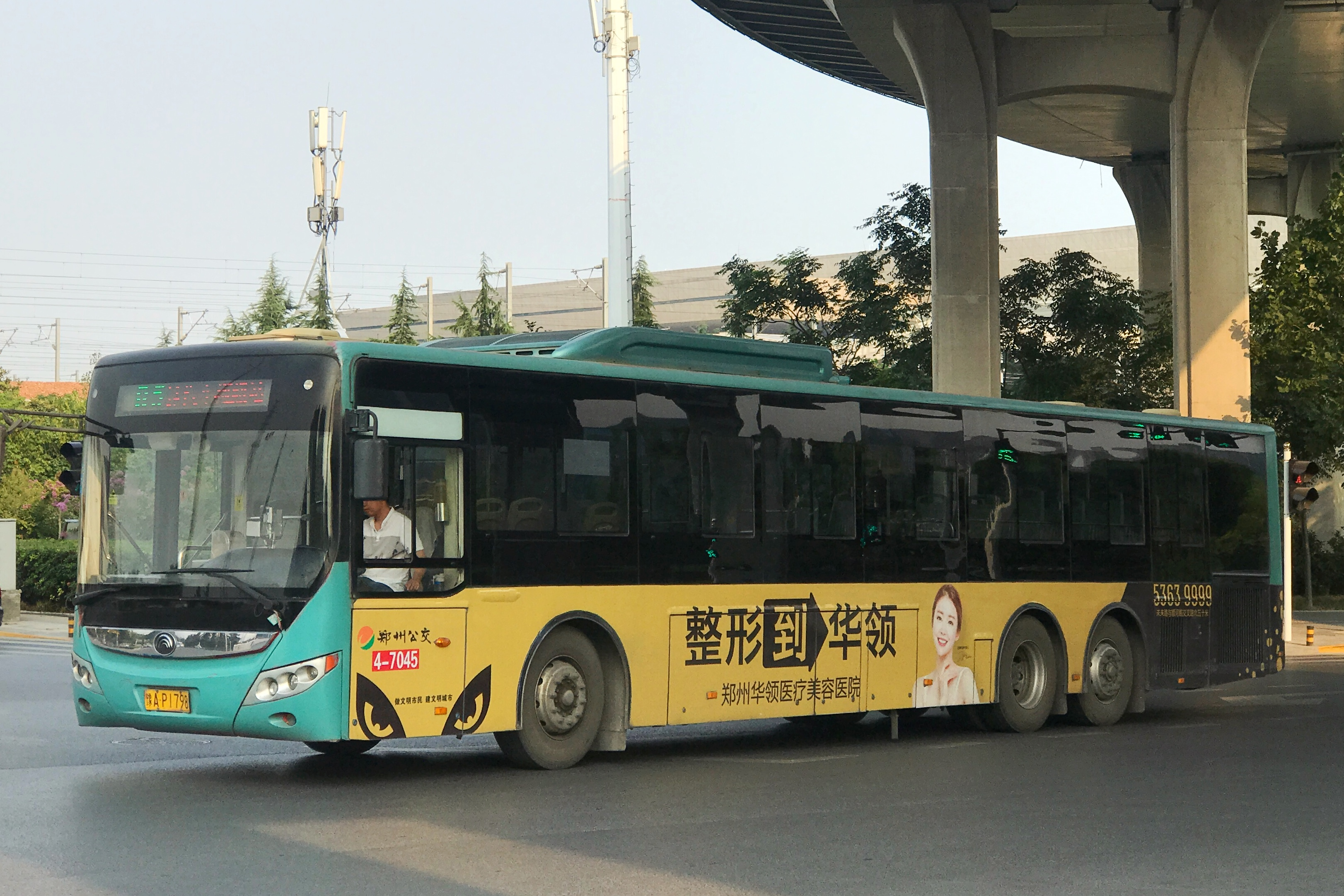
宇通ZK6140CHEVG1
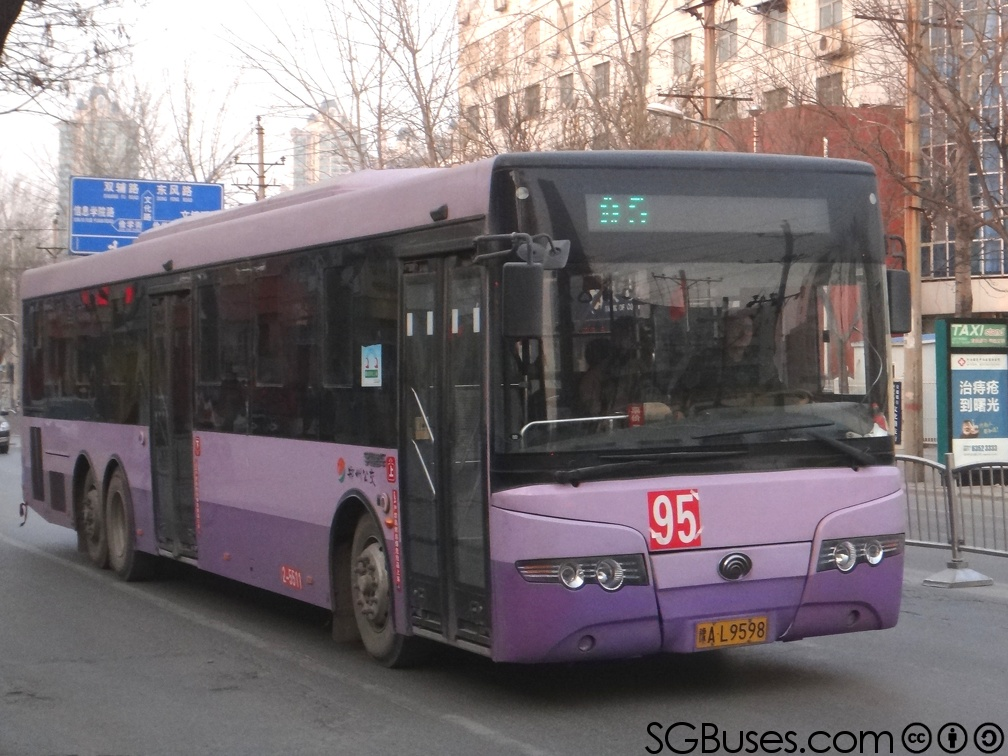
宇通ZK6139HGA
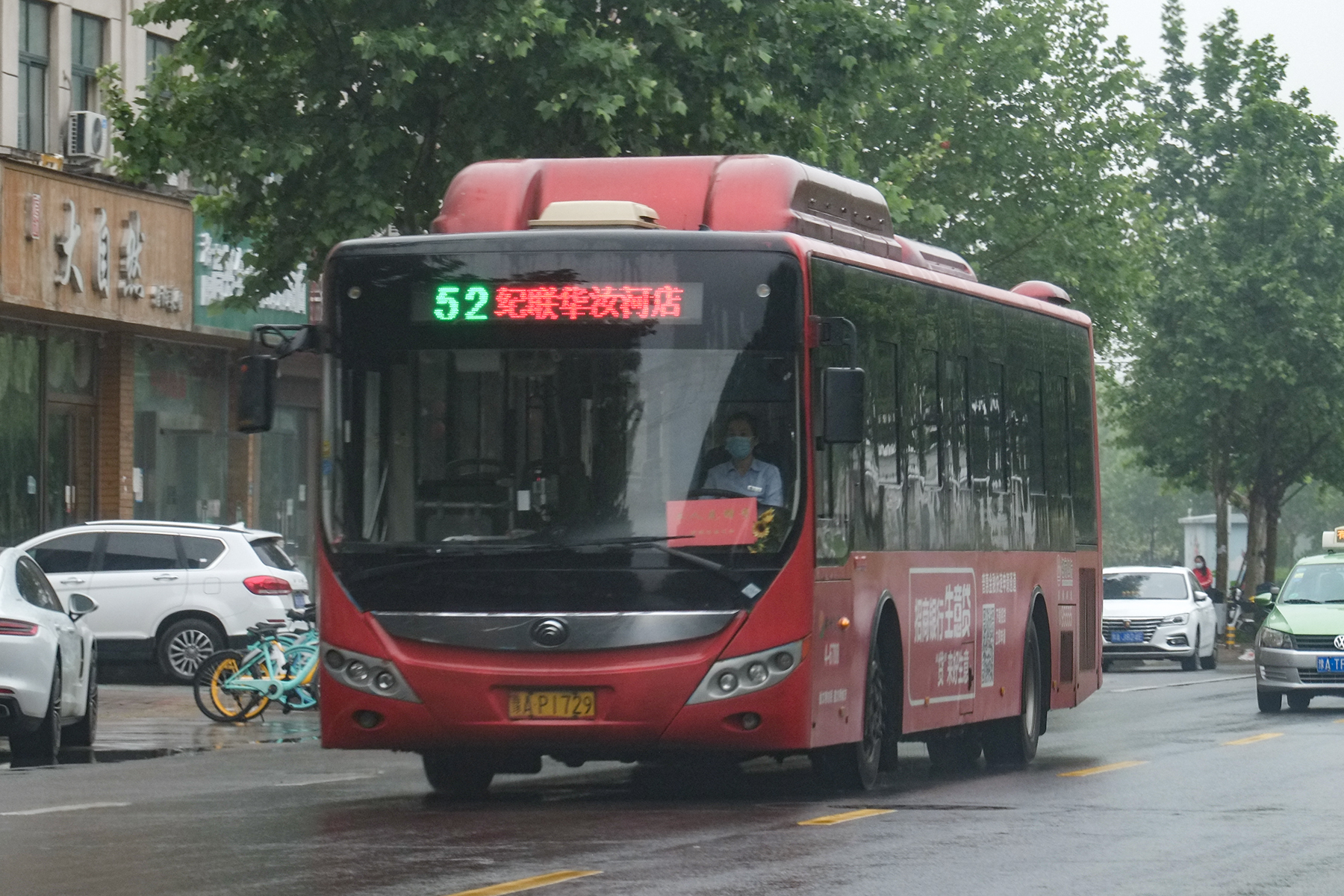
宇通ZK6125CHEVNG1
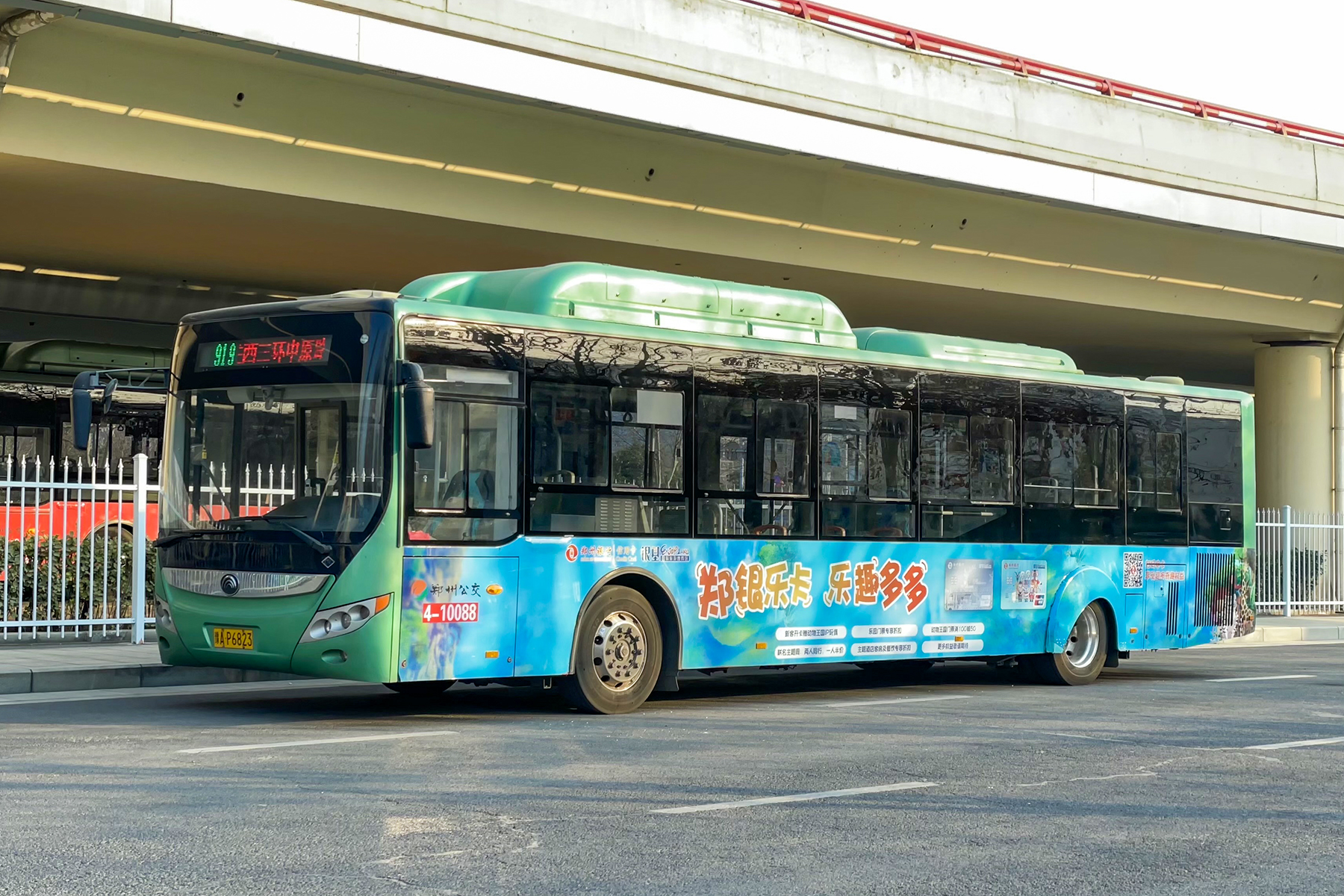
宇通ZK6125CHEVNPG4（单侧开门版）
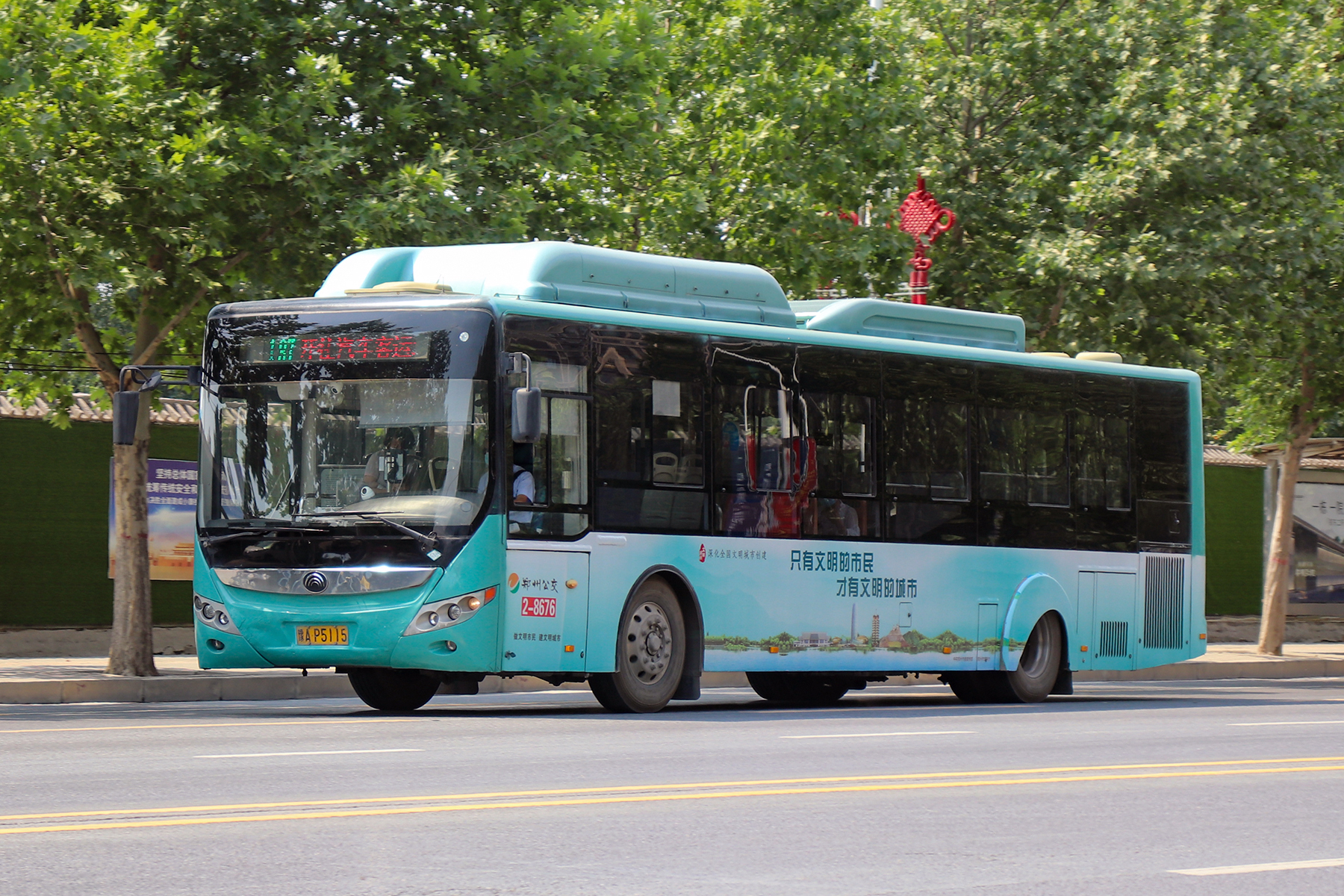
宇通ZK6120CHEVNPG4
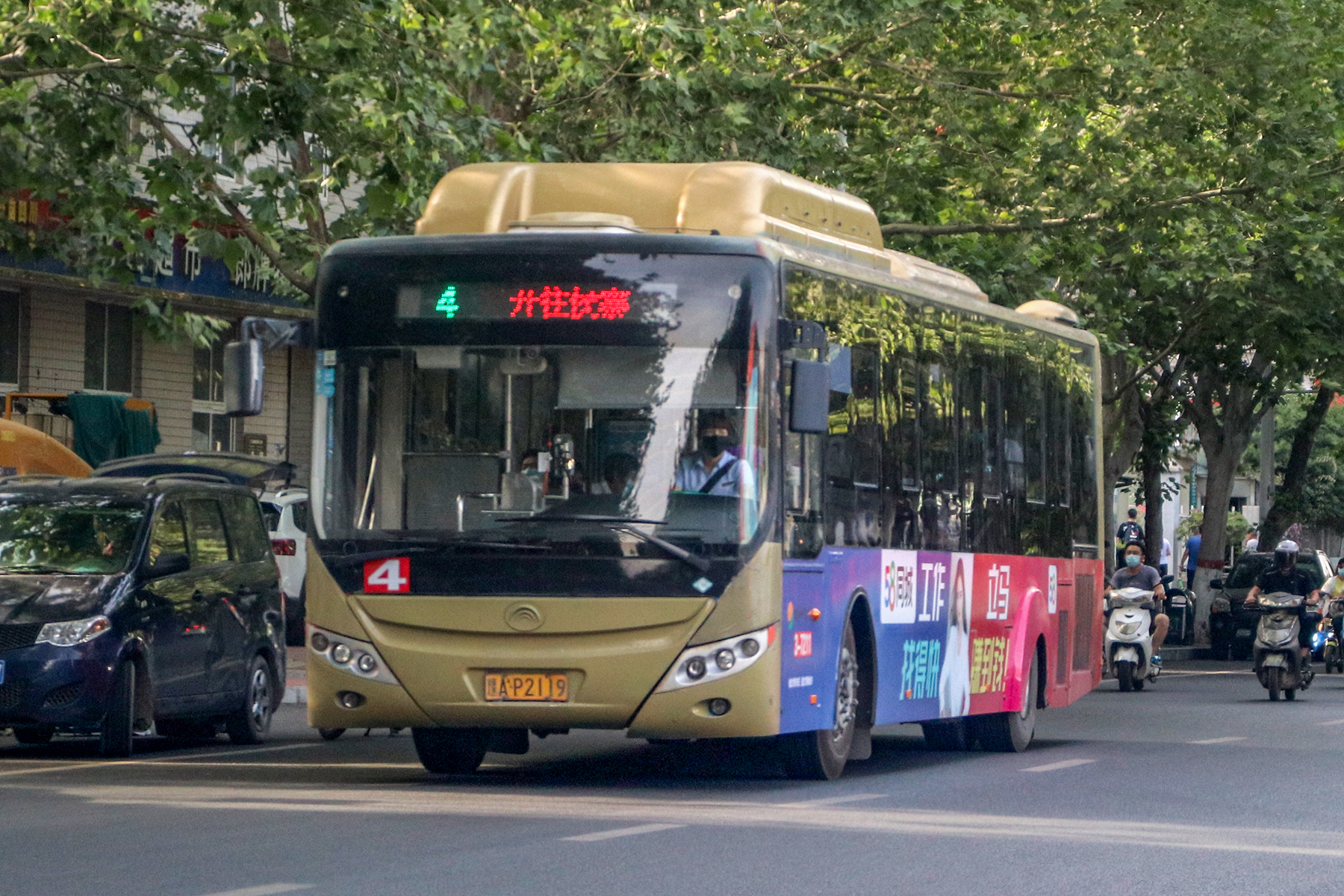
宇通ZK6120CHEVG1
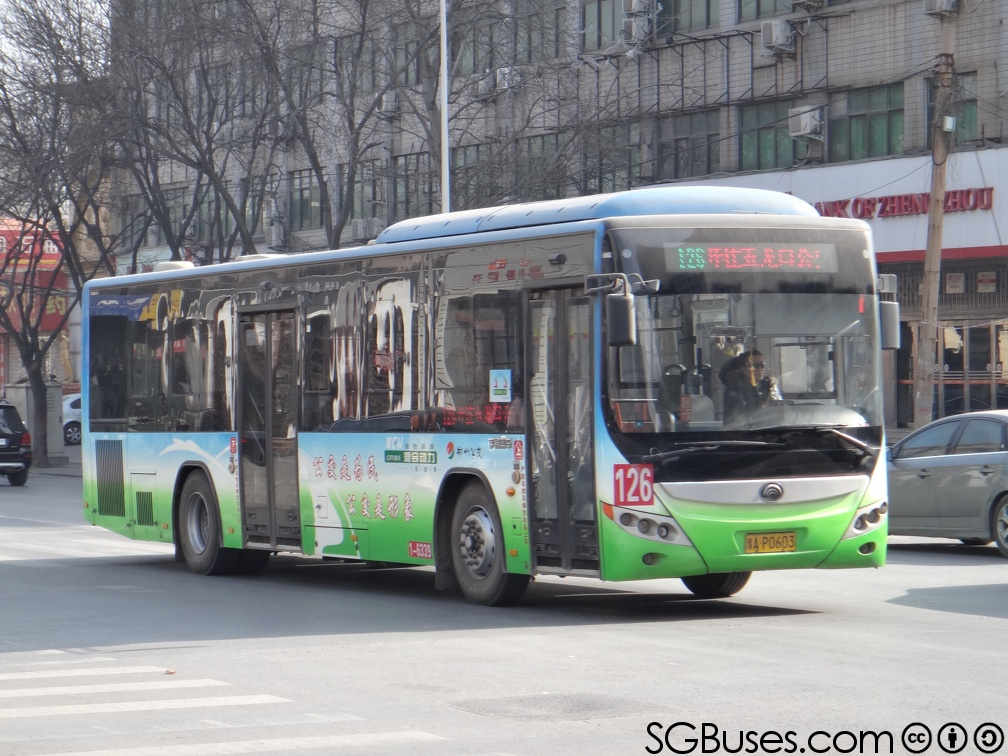
宇通ZK6126CHEVGAA
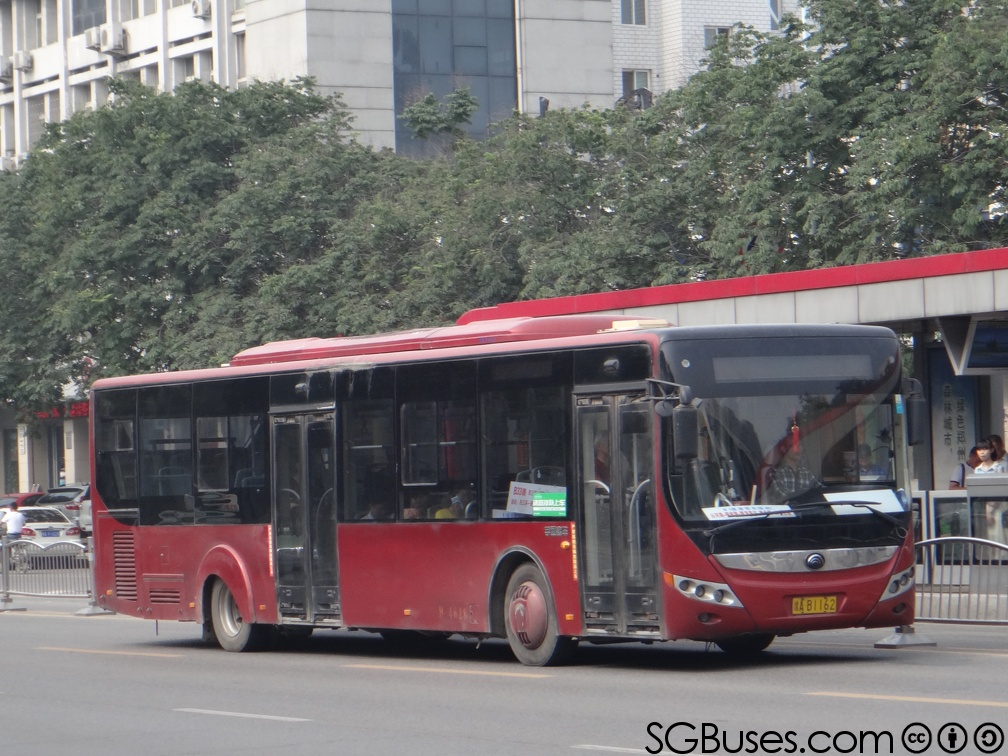
宇通ZK6128HGK
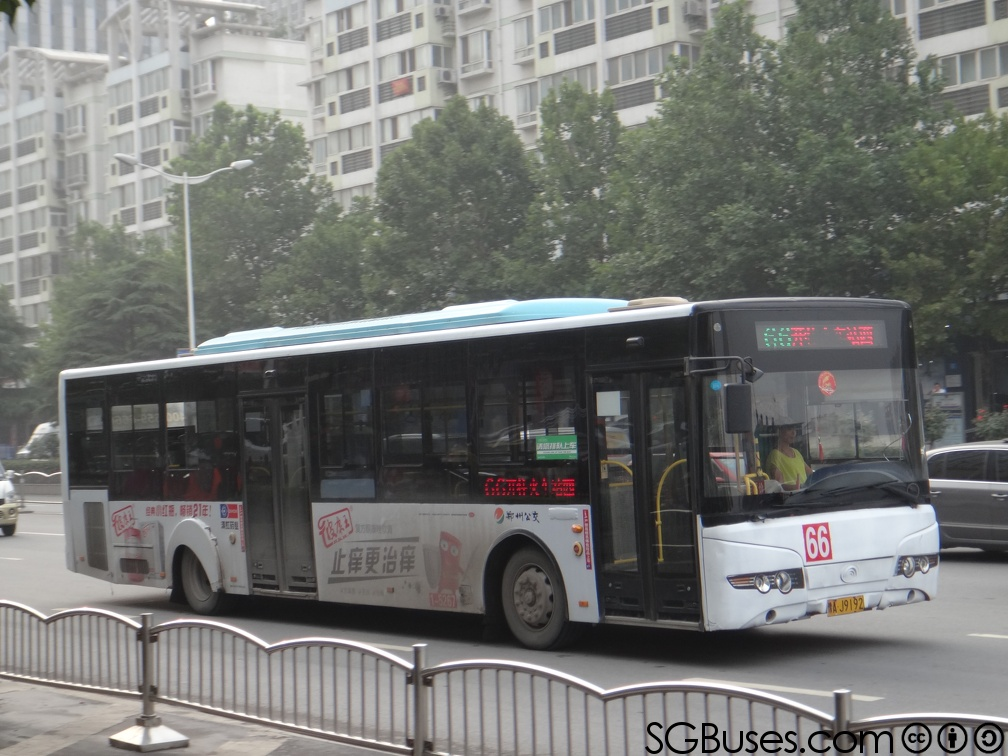
宇通ZK6128HGE
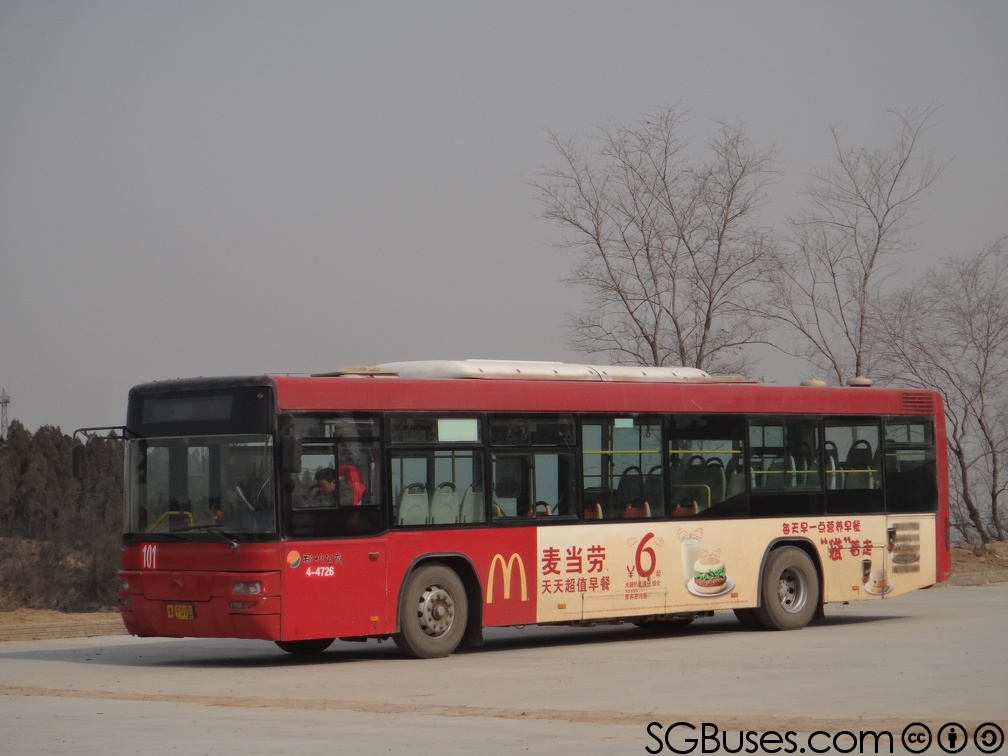
宇通ZK6128HGD
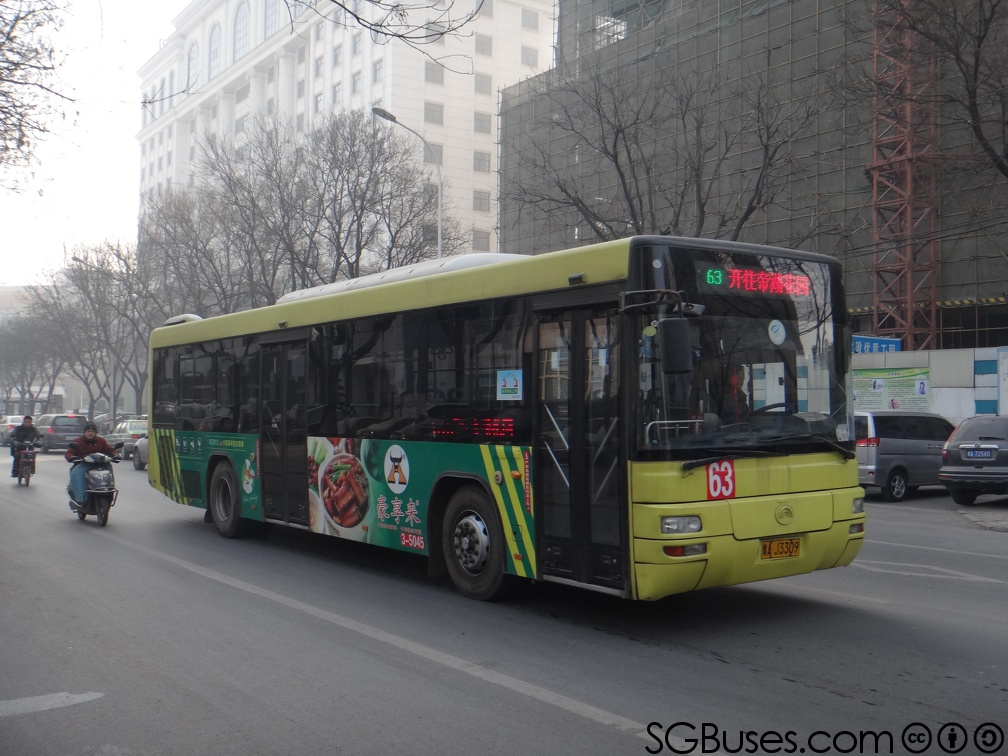
宇通ZK6126HG
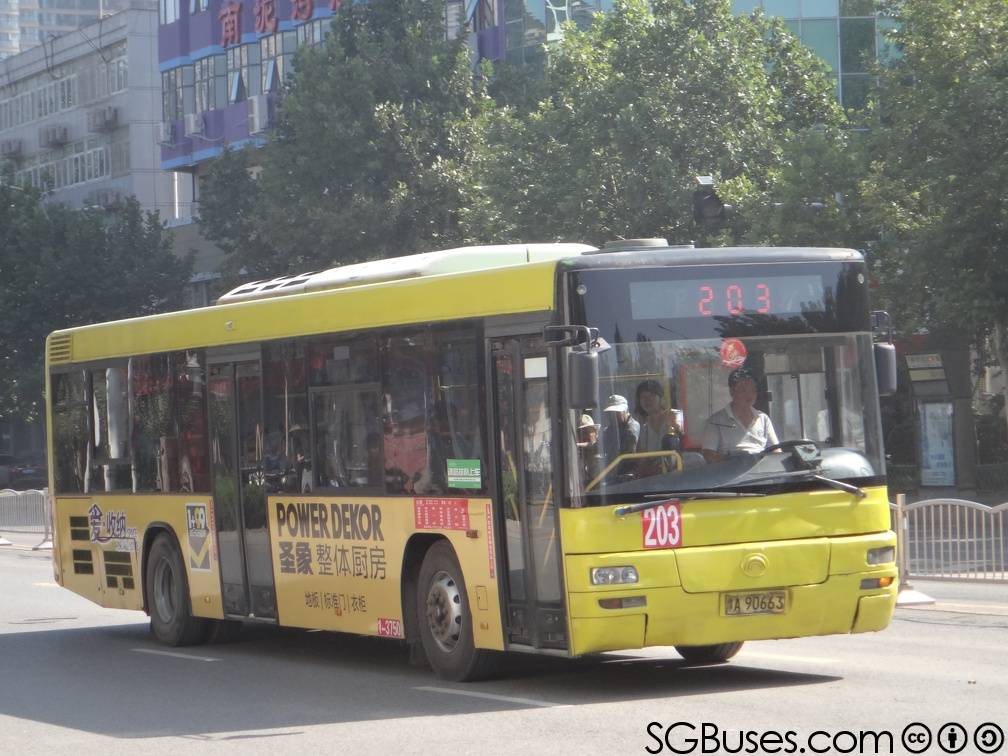
宇通ZK6118HGA
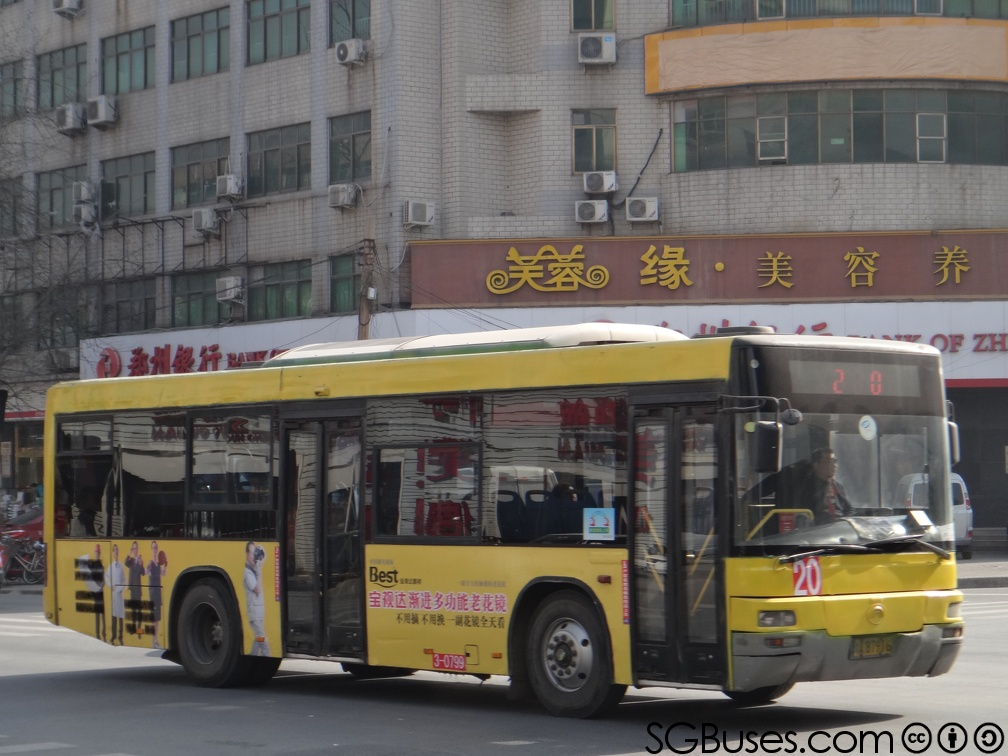
宇通ZK6108HGB
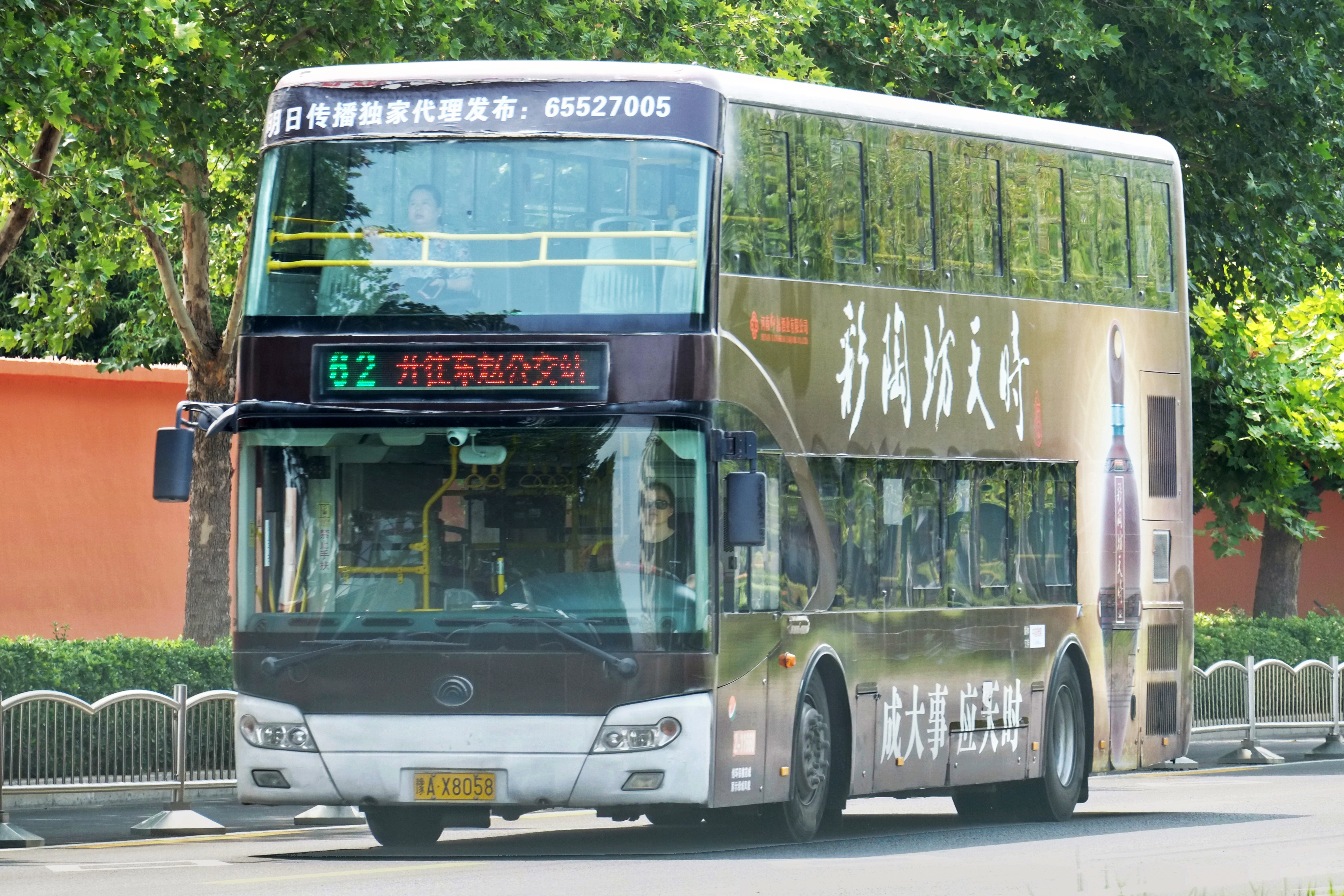
宇通ZK6116HGS1
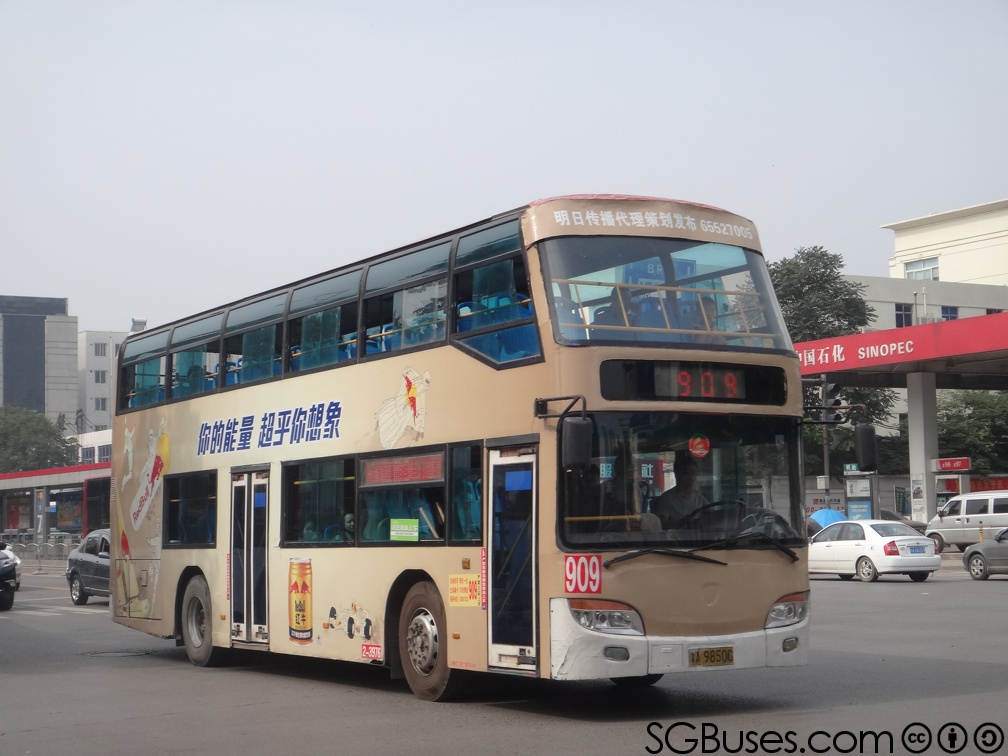
金陵JLY6110SB5
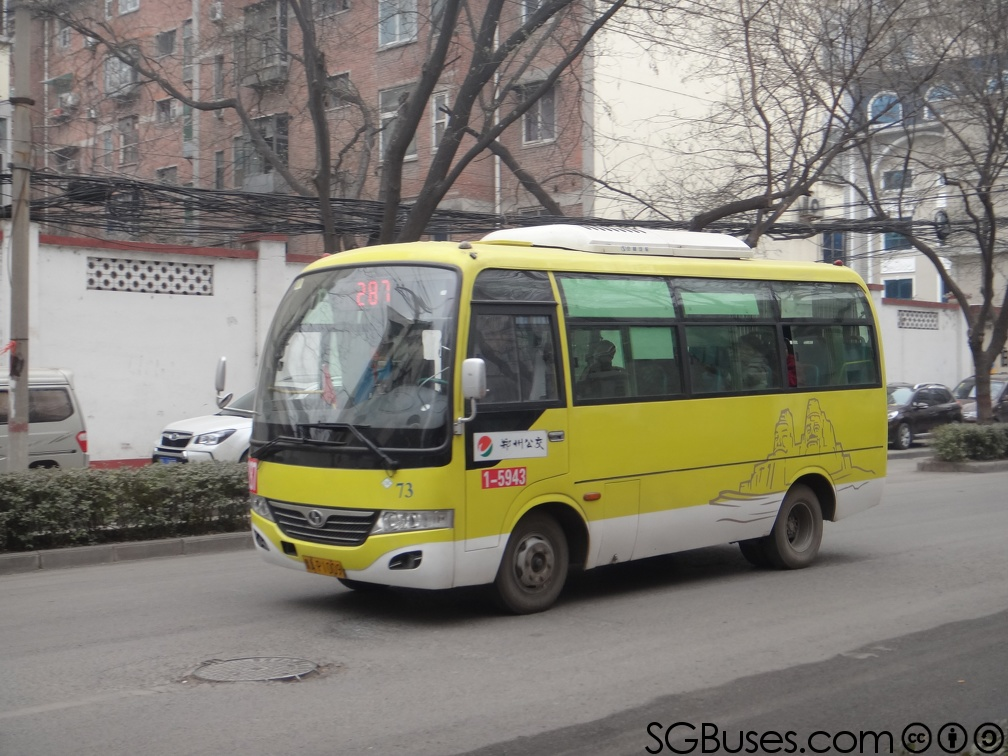
少林SLG6603T3E
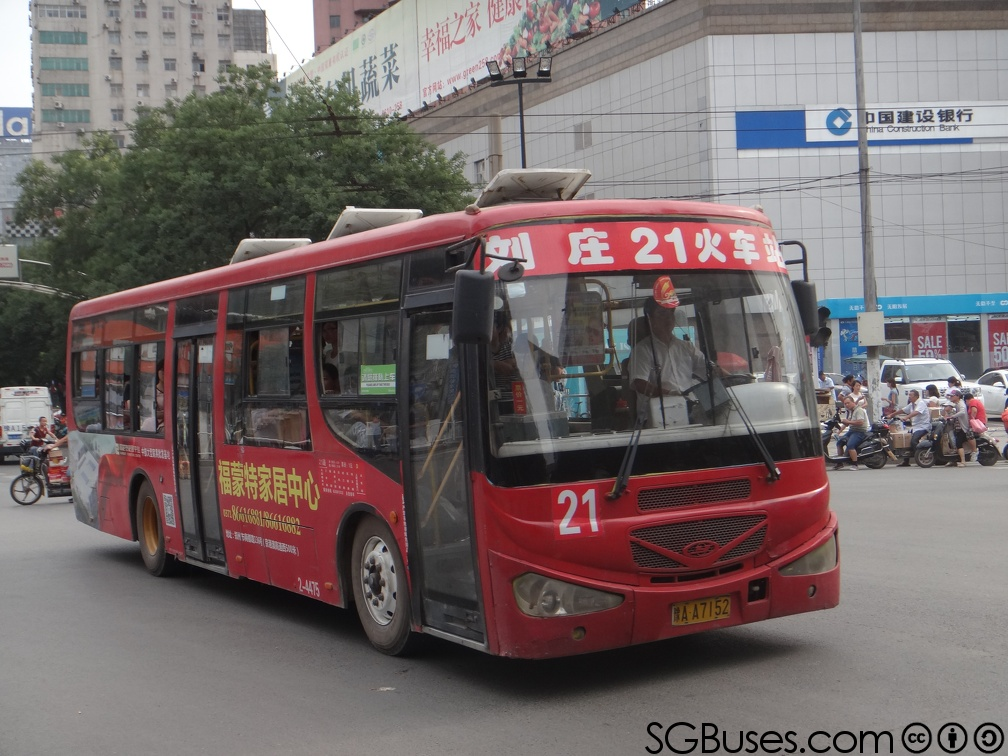
扬子江WG6100N
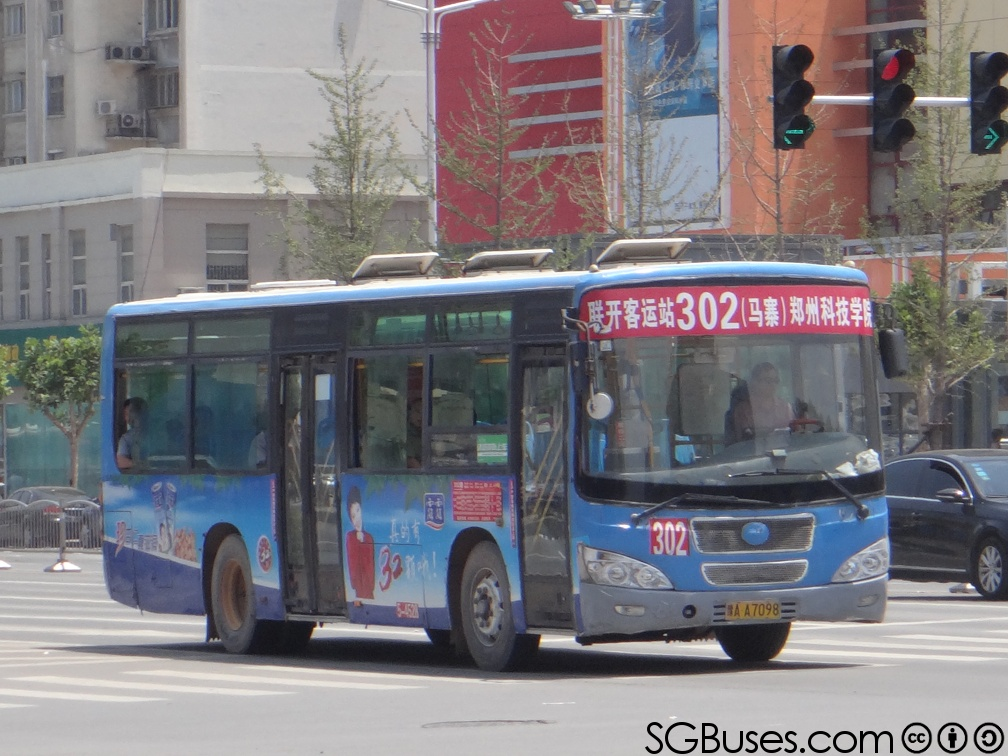
恒通CKZ6108NB